# Christian IX
Ne doit pas être confondu avec Christian IX d'Oldenbourg-Delmenhorst.
Christian IX, né le 8 avril 1818 à Schleswig et mort le 29 janvier 1906 à Copenhague, est roi de Danemark du 15 novembre 1863 au 29 janvier 1906.
Fils cadet du duc Frédéric-Guillaume de Schleswig-Holstein-Sonderbourg-Glücksbourg et de la princesse Louise-Caroline de Hesse-Cassel, il grandit dans le duché de Schleswig comme membre d’une branche cadette de la maison d'Oldenbourg, la famille royale de Danemark. Bien qu'arrière-petit-fils du roi Frédéric V par sa mère, il n'est qu'un prince du sang apparenté à la famille royale sans véritable possibilité de succession à la couronne danoise. Élevé au Danemark après la mort prématurée de son père, il étudie à l'Académie militaire de Copenhague. Il demande en vain la main de la reine Victoria Ire du Royaume-Uni, puis il épouse en 1842 sa cousine au second degré la princesse Louise de Hesse-Cassel.
Dans les années 1840, le Danemark doit faire face à une crise de succession, le seul fils vivant du roi Christian VIII, le futur Frédéric VII, n'ayant pas de descendance, et l'extinction de la ligne principale de la maison d'Oldenbourg semblant probable. En 1852, avec la protection des grandes puissances européennes dans le traité de Londres, le prince Christian est choisi comme héritier du trône du Danemark. Ce choix repose formellement sur le statut de son épouse la princesse Louise, qui est la nièce de Christian VIII et plus proche parente dans la succession du trône que son mari. En 1863, à la mort du roi Frédéric VII, Christian devient roi de Danemark à son tour, à l'âge de 45 ans.
Le début de son règne a été marqué par la défaite danoise lors de la guerre des Duchés et la perte subséquente des duchés de Schleswig, Holstein et Saxe-Lauenbourg qui ont rendu le roi immensément impopulaire. Les années suivantes de son règne ont été dominées par des conflits politiques. Le Danemark n'était devenu une monarchie constitutionnelle qu'en 1849, l'équilibre des pouvoirs entre le monarque et le parlement était toujours en litige, et pendant longtemps, le roi conservateur empêche la diffusion du système parlementaire au Danemark. Malgré son impopularité initiale et les nombreuses années de conflits politiques, où le roi était en conflit avec une grande partie de la population, sa popularité s'est rétablie vers la fin de son règne, et il est devenu une icône nationale en raison de la longue durée de son règne et les normes élevées de moralité personnelle avec lesquelles il a été identifié.
Le roi Christian IX fut surnommé le « beau-père de l'Europe », ayant marié plusieurs de ses enfants à des héritiers de familles royales européennes. Ses quatre premiers enfants sont devenus monarques, montant sur les trônes directement (Frédéric, roi du Danemark ; Guillaume, roi des Hellènes) ou en tant que consort (Alexandra, reine consort du Royaume-Uni ; Dagmar, impératrice consort de Russie). Aujourd'hui, la plupart des familles royales en Europe, régnantes ou ayant régné, descendent directement de Christian IX. Par son fils Georges Ier, il est également l'arrière-arrière-grand-père en lignée agnatique de Charles III du Royaume-Uni.

## Famille
Christian IX est le sixième enfant et le quatrième fils du duc Frédéric-Guillaume de Schleswig-Holstein-Sonderbourg-Glücksbourg (1785-1831), et de son épouse la princesse Louise-Caroline de Hesse-Cassel (1789-1867), elle-même fille du prince Charles de Hesse-Cassel (1744-1836) et de son épouse Louise de Danemark (1750-1831). Il est donc l'arrière-petit-fils du roi Frédéric V.

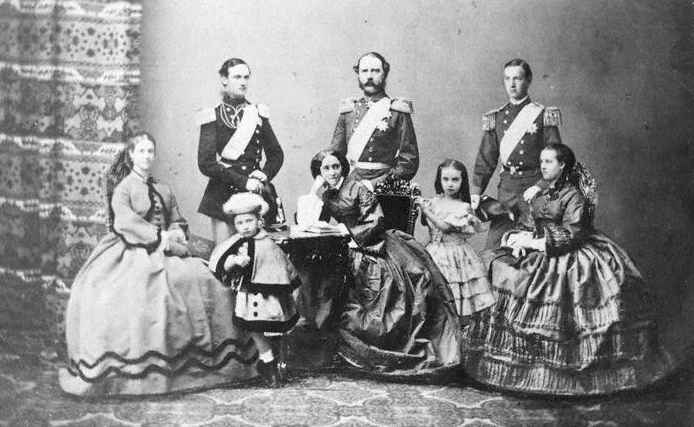
La famille royale danoise en 1862. Au centre, on peut voir la future reine Louise et le futur roi Christian IX avec, autour d'eux, de gauche à droite, la future impératrice Marie Fedorovna de Russie, le futur roi Frédéric VIII de Danemark, le prince Valdemar de Danemark, la princesse Thyra de Danemark, le futur roi Georges Ier de Grèce, ainsi que la future reine Alexandra du Royaume-Uni. Photographie de Georg Emil Hansen.

Le 12 mai 1842, le prince Christian épouse, à Copenhague, la princesse Louise de Hesse-Cassel (1817-1898), fille du prince Guillaume de Hesse-Cassel (1787-1867), et de son épouse la princesse Louise-Charlotte de Danemark (1789-1864).
Christian et Louise ont donné naissance à six enfants :
- Frédéric (3 juin 1843 – 14 mai 1912), roi du Danemark de 1906 à 1912. Épousa la princesse Lovisa de Suède. D'où postérité ;
- Alexandra, épouse en 1863 Édouard VII du Royaume-Uni (1er décembre 1844 – 20 novembre 1925). D'où postérité ;
- Guillaume (24 décembre 1845 – 18 mars 1913), roi des Hellènes de 1863 à 1913. Épousa Olga Constantinovna de Russie, grande-duchesse de Russie. D'où postérité ;
- Dagmar, épouse en 1866 Alexandre III de Russie (26 novembre 1847 – 13 octobre 1928). D'où postérité ;
- Thyra, épouse en 1878 Ernst August II de Hanovre, 3e duc de Cumberland (29 septembre 1853 – 26 février 1933). D'où postérité ;
- Valdemar (27 octobre 1858 – 14 janvier 1939). Épousa la princesse Marie d'Orléans (1865-1909). D'où postérité.

Il était, dans les dernières années de sa vie, surnommé le « beau-père de l'Europe », ses quatre premiers enfants étant devenus monarques, montant sur les trônes directement (Frédéric, roi du Danemark de 1906 à 1912 ; Guillaume, roi des Hellènes de 1863 à 1913) ou en tant que consort (Alexandra, reine consort du Royaume-Uni de 1901 à 1910 ; Dagmar, impératrice consort de Russie de 1881 à 1894). Un cinquième, sa fille Thyra, serait devenue reine de Hanovre si le royaume de son mari n'avait pas été annexé par la Prusse avant le début de son règne. La grande réussite dynastique des six enfants n'était pas due, en grande partie, à Christian IX lui-même, mais aux ambitions dynastiques de sa femme Louise. Certains les ont comparées à celles de la reine Victoria.
Dans les petits-enfants de Christian, on compte Nicolas II de Russie, Constantin Ier de Grèce, George V du Royaume-Uni, Christian X de Danemark et Haakon VII de Norvège. Aujourd'hui, la plupart des familles royales en Europe, régnantes ou ayant régné, descendent directement de Christian IX.

## Biographie

### Premières années

#### Naissance et famille

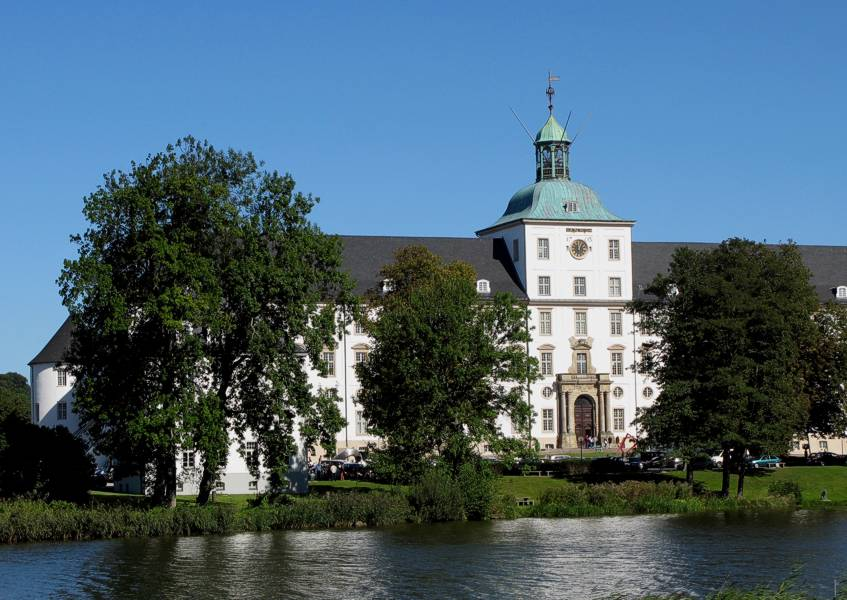
Le château de Gottorf, résidence des gouverneurs danoises dans les duchés de Schleswig et Holstein.

Le prince Christian voit le jour entre 10 et 11 heures du matin le mercredi 8 avril 1818 à la résidence de ses grands-parents, le château de Gottorf près de la ville de Schleswig au duché de Schleswig, à l'époque un fief faisant partie de la monarchie danoise. Il est le quatrième fils du duc Frédéric-Guillaume de Schleswig-Holstein-Sonderbourg-Beck et de son épouse la princesse Louise-Caroline de Hesse-Cassel. Le baptême du prince nouveau-né est célébré fin mai dans la chapelle du château de Gottorf. Il est nommé d'après le cousin de sa mère, le prince Christian-Frédéric de Danemark (le futur roi Christian VIII de Danemark), qui est aussi son parrain.

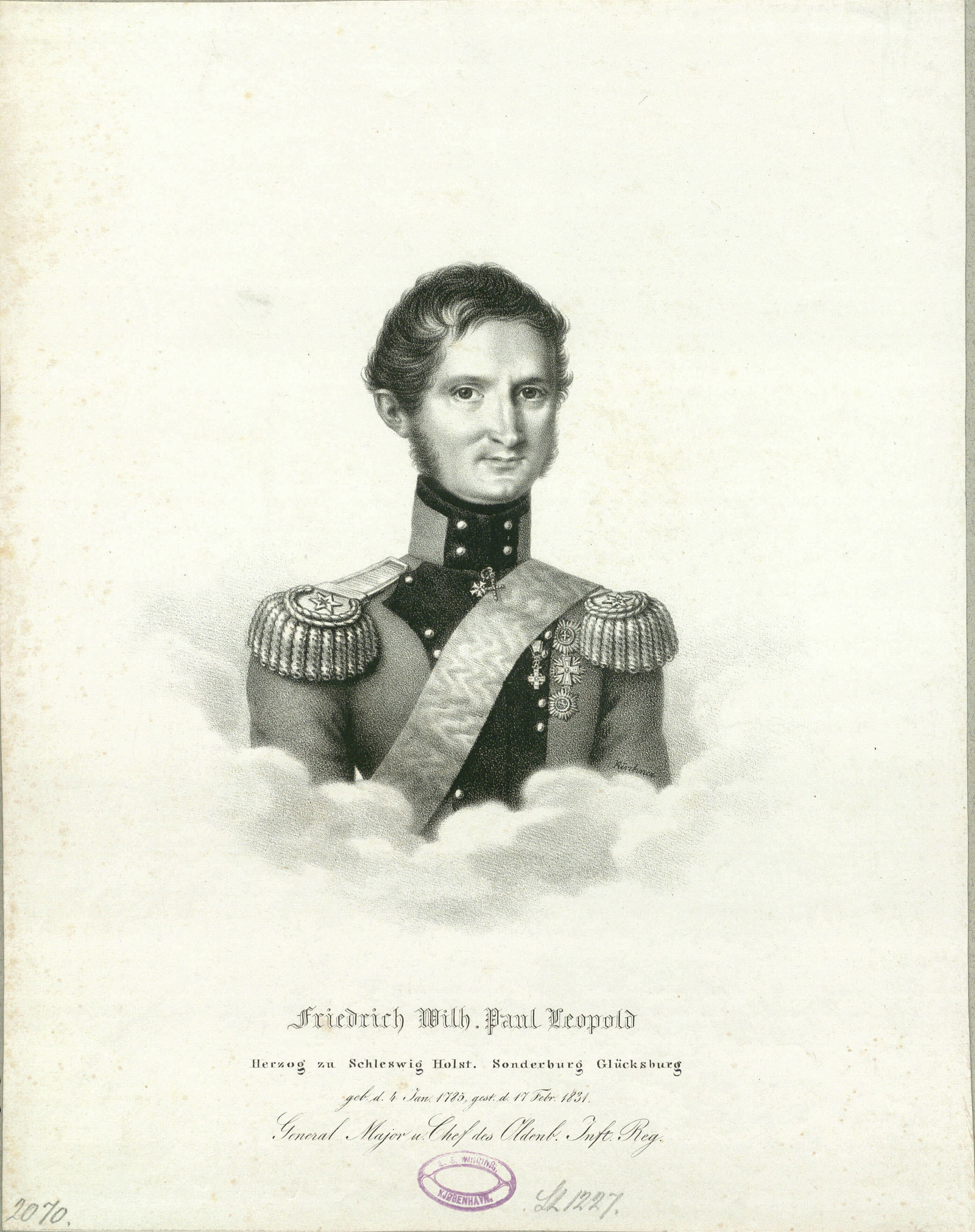
Le père du prince Christian, le duc Frédéric-Guillaume de Schleswig-Holstein-Sonderbourg-Beck, depuis 1825 duc de Glücksbourg.

Lorsque le prince Christian voit le jour, son père est le chef de la maison ducale de Schleswig-Holstein-Sonderbourg-Beck, une branche cadette inférieure de la Maison d'Oldenbourg, la famille royale de Danemark. La famille descend d'un fils cadet du roi Christian III de Danemark, le duc Jean de Schleswig-Holstein-Sonderbourg, dont le petit-fils Auguste-Philippe avait rompu ses liens avec le Danemark et s'était rendu en Allemagne, où il acquit le manoir de Beck en Westphalie, après quoi la lignée fut nommée Schleswig-Holstein-Sonderbourg-Beck. Ses fils et leurs descendants entrent au service prussien, polonais et russe, jusqu'à ce que son arrière-petit-fils, le père du prince Christian, entre à nouveau dans le service militaire danois, où il est stationné dans le Holstein. C'est là qu'il rencontre et épouse la mère du prince Christian, la princesse Louise-Charlotte de Hesse-Cassel. Elle est la plus jeune fille du landgrave Charles de Hesse-Cassel, un prince d'origine allemande, qui, cependant, avait grandi à la cour danoise et avait épousé la plus jeune fille du roi Frédéric V de Danemark, la princesse Louise de Danemark. Il avait fait carrière au Danemark, où il était maréchal et gouverneur de la couronne danoise dans les duchés de Schleswig et Holstein
Par son père, le prince Christian descendait ainsi en ligne droite du roi Christian III de Danemark, tandis que par sa mère, il est l'arrière-petit-fils du roi Frédéric V de Danemark, arrière-arrière-petit-fils du roi George II de Grande-Bretagne et descendant de plusieurs autres monarques, mais sans véritable prétention à un trône européen.

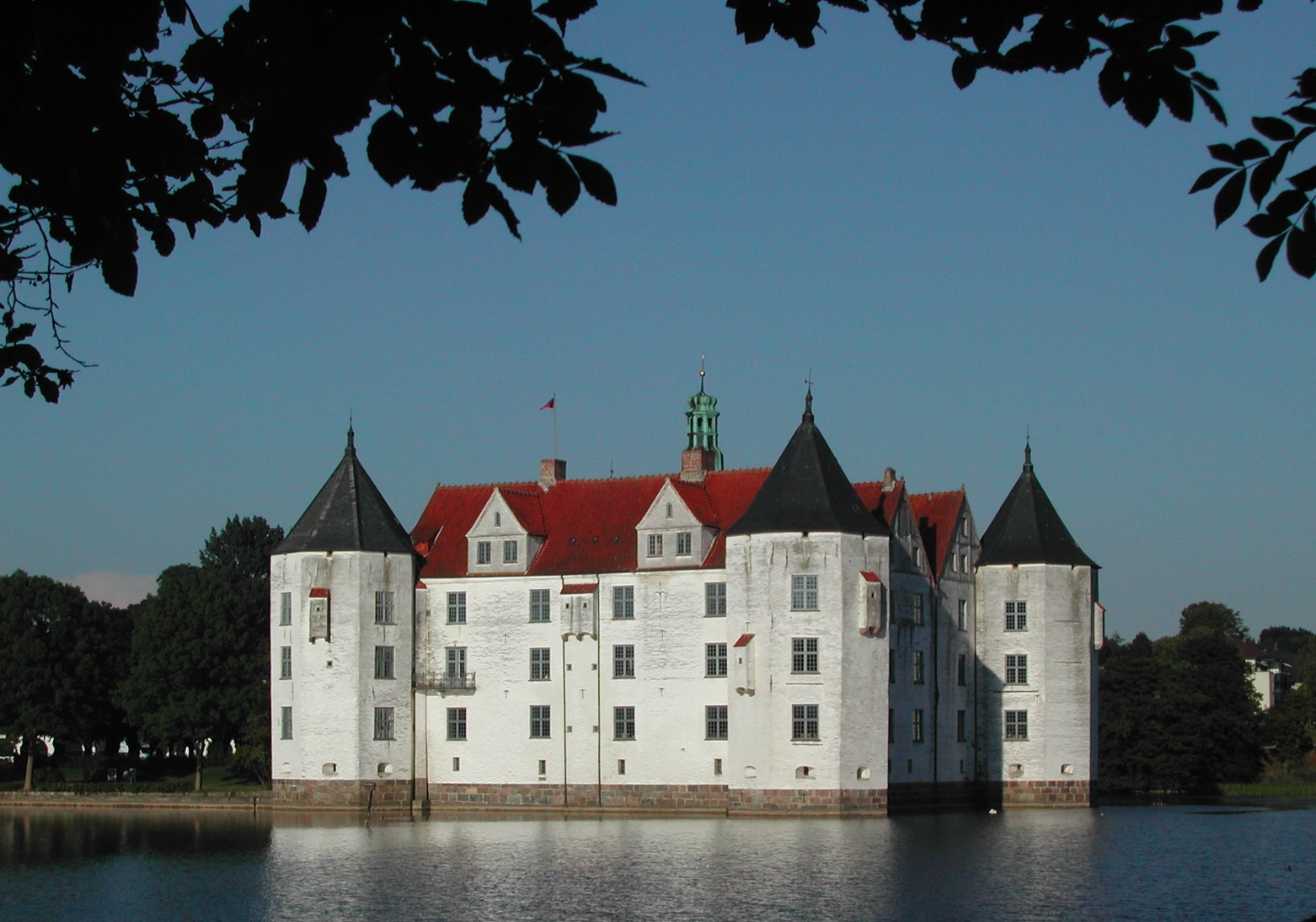
Le château de Glücksbourg au Schleswig-Holstein, résidence des branches familiales éponymes.

Le jeune prince grandit initialement aux côtés de ses parents et ses nombreux frères et sœurs chez ses grands-parents maternels au château de Gottorf, la résidence habituelle des gouverneurs des duchés de Schleswig et Holstein. En 1824, la princesse Anne-Caroline de Nassau-Saarbrücken (no) décède ; elle est la veuve du dernier duc de la branche ainée de la maison ducale de Schleswig-Holstein-Sonderbourg-Glücksbourg, Frédéric-Henri-Guillaume, décédé en 1779. En conséquence, le roi Frédéric VI de Danemark peut accorder en 1825 le château de Glücksbourg, situé un peu au sud du fjord de Flensbourg, non loin de la ville de Flensbourg, et le titre de duc de Schleswig-Holstein-Sonderbourg-Glücksbourg au duc Frédéric-Guillaume, qui fonde ainsi la branche cadette de Schleswig-Holstein-Sonderbourg-Glücksbourg. Aussi le jeune prince Christian modifie son titre en remplaçant « Beck » par « Glücksbourg ».

En tant que nouveau duc, Frédéric-Guillaume s'installe avec sa famille au château de Glücksbourg, où les enfants continuent leur éducation sous la supervision de leur père. Le duc écrit à un ami :
« J'élève mes fils avec rigueur pour qu'ils apprennent à obéir, sans manquer de les rendre disponibles aux demandes et aux exigences d'aujourd'hui. »
Cependant, le duc Frédéric-Guillaume décède à l'âge de 46 ans seulement le 17 février 1831 d'un rhume qui s'était transformé en pneumonie et, à la discrétion du duc, en scarlatine, qui avait déjà touché deux de ses enfants. Il laisse sa femme veuve sans argent et avec dix enfants.

#### Une éducation militaire

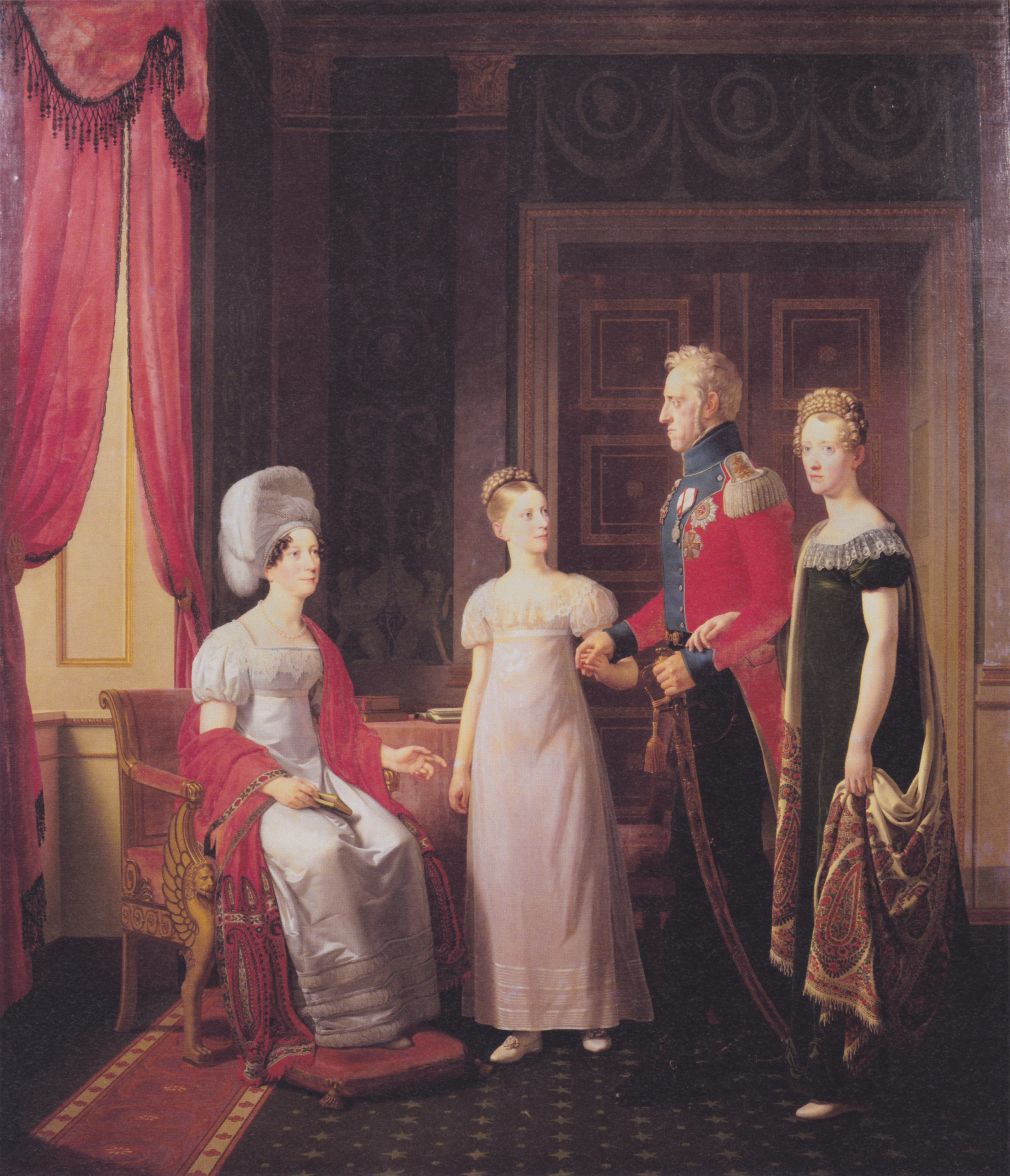
Le père de substitution du prince Christian, le roi Frédéric VI de Danemark, dont la reine Marie-Sophie est sa tante et les deux princesses ses cousines.

En conséquence de la mort prématurée de leur père, les enfants sont mis sous tutelle de leur oncle, le roi Frédéric VI de Danemark, dont la reine Marie-Sophie est la sœur de la mère de Christian, et le prince Guillaume de Hesse-Philippsthal-Barchfeld, un ami proche du père. La même année, le prince Christian a exprimé le désir de recevoir une formation d'officier de marine. Néanmoins, le roi s'arrange avec sa mère, lors de la visite du roi à Gottorp en 1831 peu de temps après les funérailles du duc Frédéric-Guillaume, pour que le prince Christian soit emmené au Danemark par le roi avec le but d'obtenir une formation d'officier de l'armée. En 1832, l'année suivant la mort de son père, le prince Christian, âgé alors de 14 ans, s'installe donc à Copenhague, où il étudie à l'Académie des cadets de terre (en). Il y reçoit des cours particuliers et ne fréquente que rarement les autres cadets. Pourtant, le couple royal sans fils prend bien soin du garçon, qu'ils considèrent largement comme un fils de substitution. Christian partage pleinement ces sentiments et tout au long de sa vie garde des souvenirs affectueux du roi et des traditions de son temps. En 1838, le frère aîné du prince Christian, le duc Charles de Glücksborg, épouse également la plus jeune fille du couple royal, la princesse Vilhelmine-Marie, ce qui renforce encore la relation entre le prince et la famille royale.

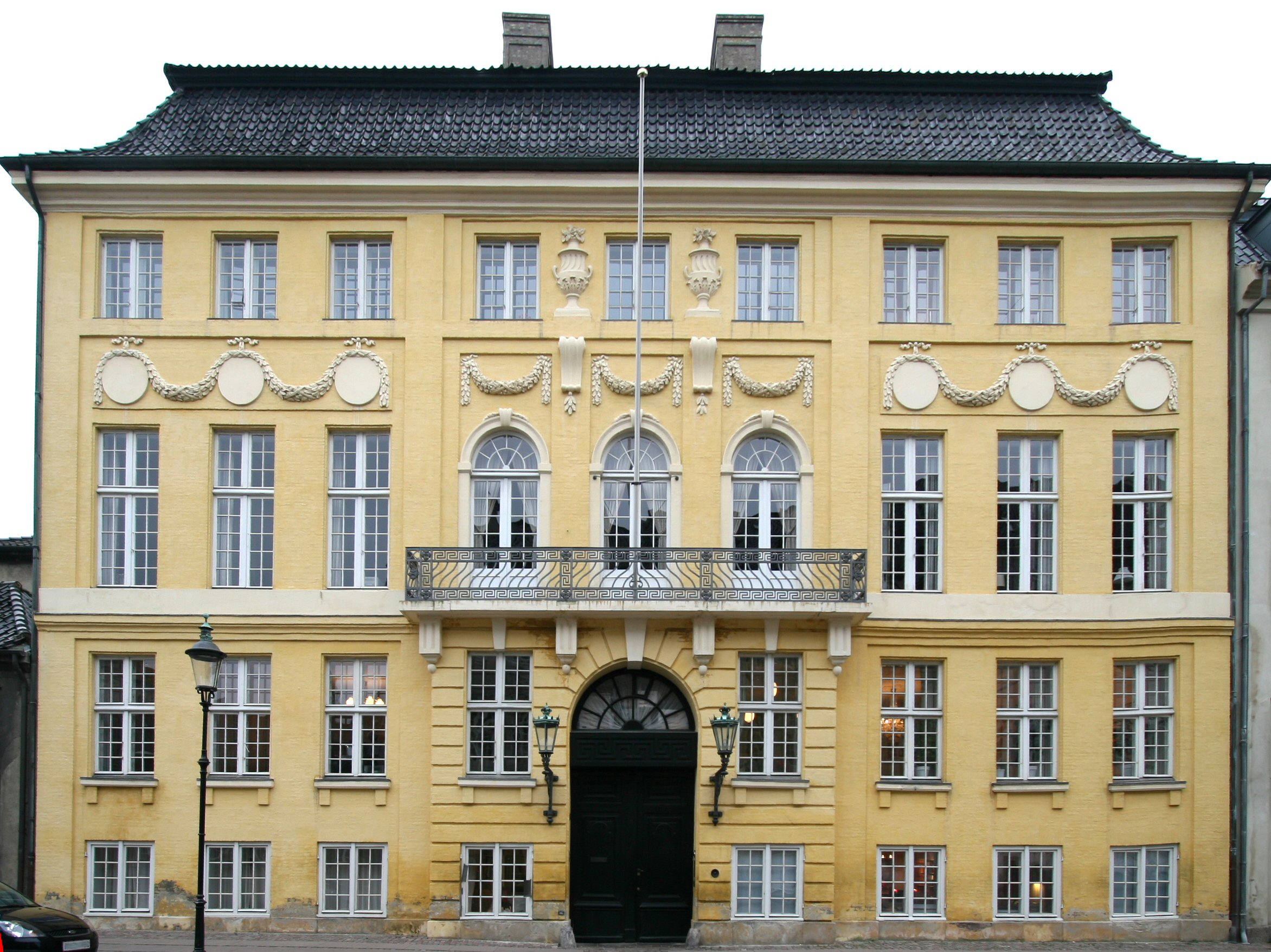
Le Palais Jaune en 2006.

En 1835, le prince Christian est confirmé dans l'église de la Garnison (en) à Copenhague. L'année suivante, il est nommé rittmeister à la cavalerie de la Garde (en) et obtient ensuite logement dans la caserne du régiment par Frederiksholms Kanal à Copenhague. Il y habite dans des conditions simples jusqu’à ce que le roi Frédéric VI lui accorde en 1839 un appartement au palais Jaune, situé tout à côté du palais d’Amalienborg, résidence principale de la famille royale de Danemark dans le quartier de Frederiksstaden au centre de Copenhague, où il vint vivre jusqu'en 1865.
De 1839 à 1841, le prince Christian étudie avec son cousin au second degré, le prince Frédéric de Hesse-Cassel, la science politique et l'histoire à l'Université de Bonn en Allemagne. C'est ici, en décembre 1839, qu'il reçoit la nouvelle de la mort de son bienfaiteur, le roi Frédéric VI, et de l'accession au trône du cousin de sa mère, le roi Christian VIII. Pendant les vacances, il fait diverses excursions en Allemagne et se rend également à Venise. Sur le chemin du retour, il a rendu visite à la cour de Berlin, où il a rejeté une offre flatteuse du roi Frédéric-Guillaume IV de Prusse de rejoindre l'armée prussienne.

#### Un mariage opportun

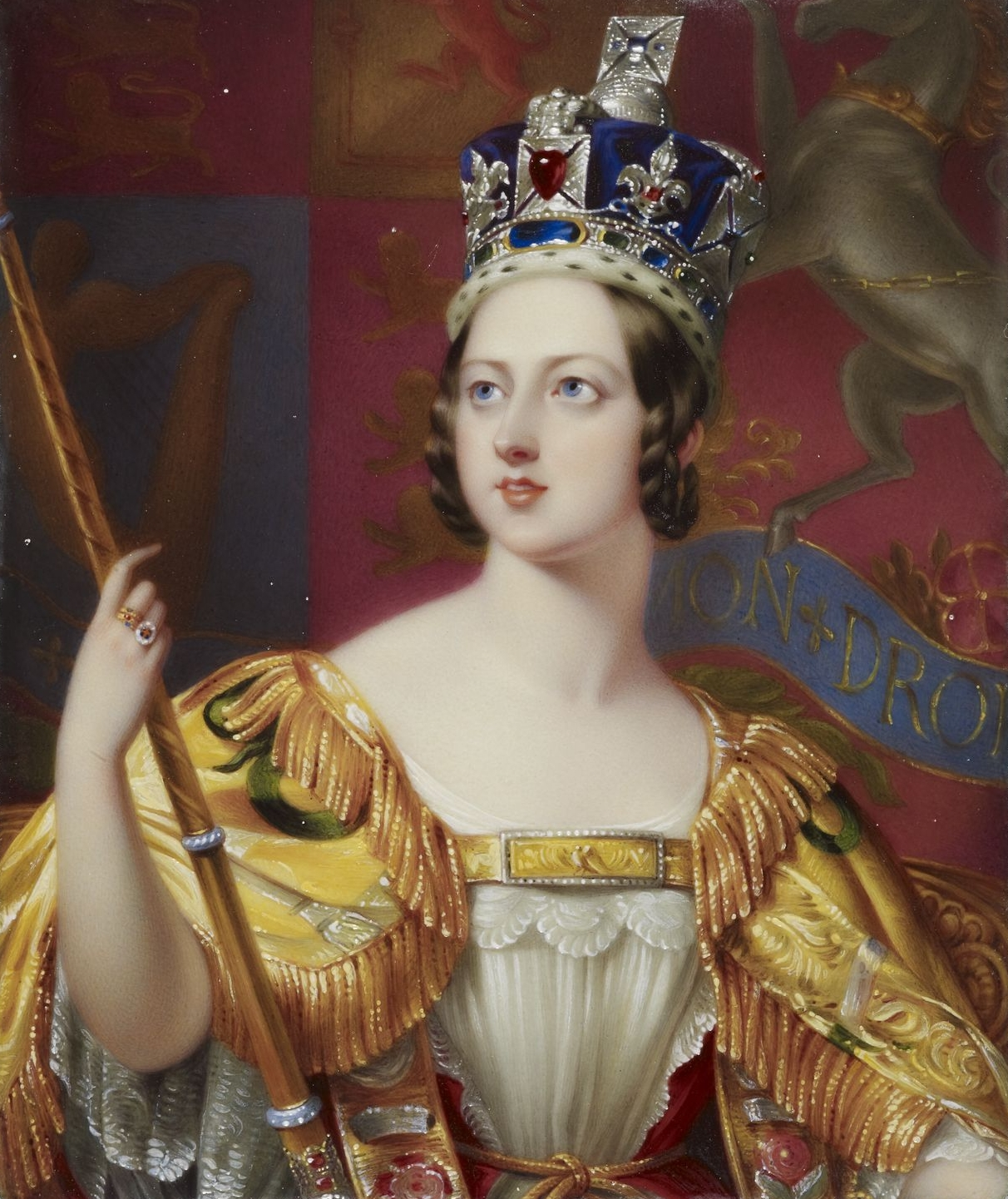
La reine Victoria Ire du Royaume-Uni, le premier projet de mariage du prince Christian.

En 1838, le prince Christian assiste au couronnement de la reine Victoria Ire du Royaume-Uni en tant que représentant du roi Frédéric VI. Pendant son séjour à Londres, il demande en vain la main de la jeune reine britannique encore célibataire, car elle suit les souhaits de sa famille et lui préfère son cousin, le prince Albert de Saxe-Cobourg-Gotha. Néanmoins, la reine se fait une bonne impression du prince de même âge, qui 25 ans plus tard deviendra le beau-père de son fils aîné, le prince de Galles.

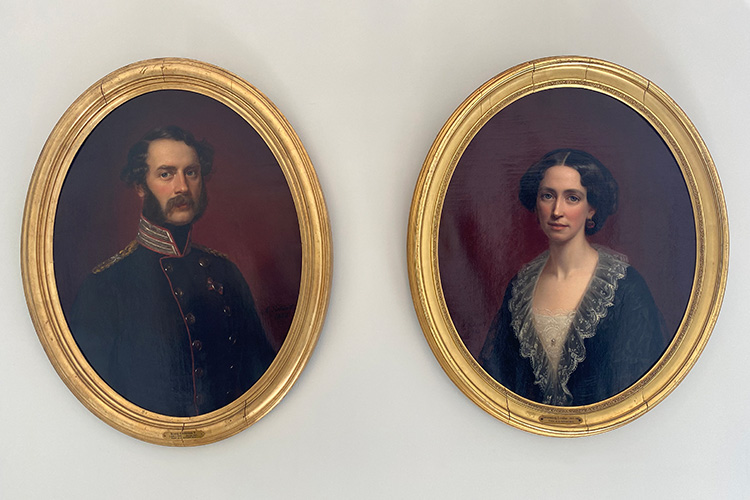
Le prince Christian et la princesse Louise dans les années 1840.

Au lieu de cela, le prince Christian a conclu un mariage qui aura une grande importance pour son avenir. À l'automne 1841, il se fiance à la princesse Louise de Hesse-Cassel La princesse Louise est la fille du prince Guillaume de Hesse-Cassel, qui est général de l'armée danoise et gouverneur de Copenhague, et dont l'épouse, la princesse Louise-Charlotte de Danemark, est la sœur du roi Christian VIII. La princesse Louise est donc la nièce du nouveau roi danois. Le prince Christian et la princesse Louise sont tous deux arrière-petits-enfants du roi Frédéric V de Danemark et du landgrave Frédéric II de Hesse-Cassel et ils sont donc doubles cousins au second degré. Le mariage est célébré le 12 mai 1842 à la résidence de ses parents, le palais Brockdorff d’Amalienborg à Copenhague. Les mariés passent leur lune de miel à Kiel dans le duché de Holstein, où ils rendent visite au frère aîné du prince Christian, le duc Charles de Glücksbourg, et à sa femme, la duchesse Wilhelmine-Marie, qui n'ont pas pu assister au mariage.
La princesse Louise est une femme sage et énergique qui exerce une forte influence sur son mari. Après le mariage, le couple s'installe dans le palais Jaune, où naissent leurs cinq premiers enfants entre 1843 et 1853 : le prince Frédéric en 1843, la princesse Alexandra en 1844, le prince Guillaume en 1845, la princesse Dagmar en 1847, et la princesse Thyra en 1853. La famille est encore dans une position relativement obscure et mène une vie relativement bourgeoise selon les normes royales.

### Héritier du trône danois

#### Une crise de succession mêlée à une situation politique compliquée

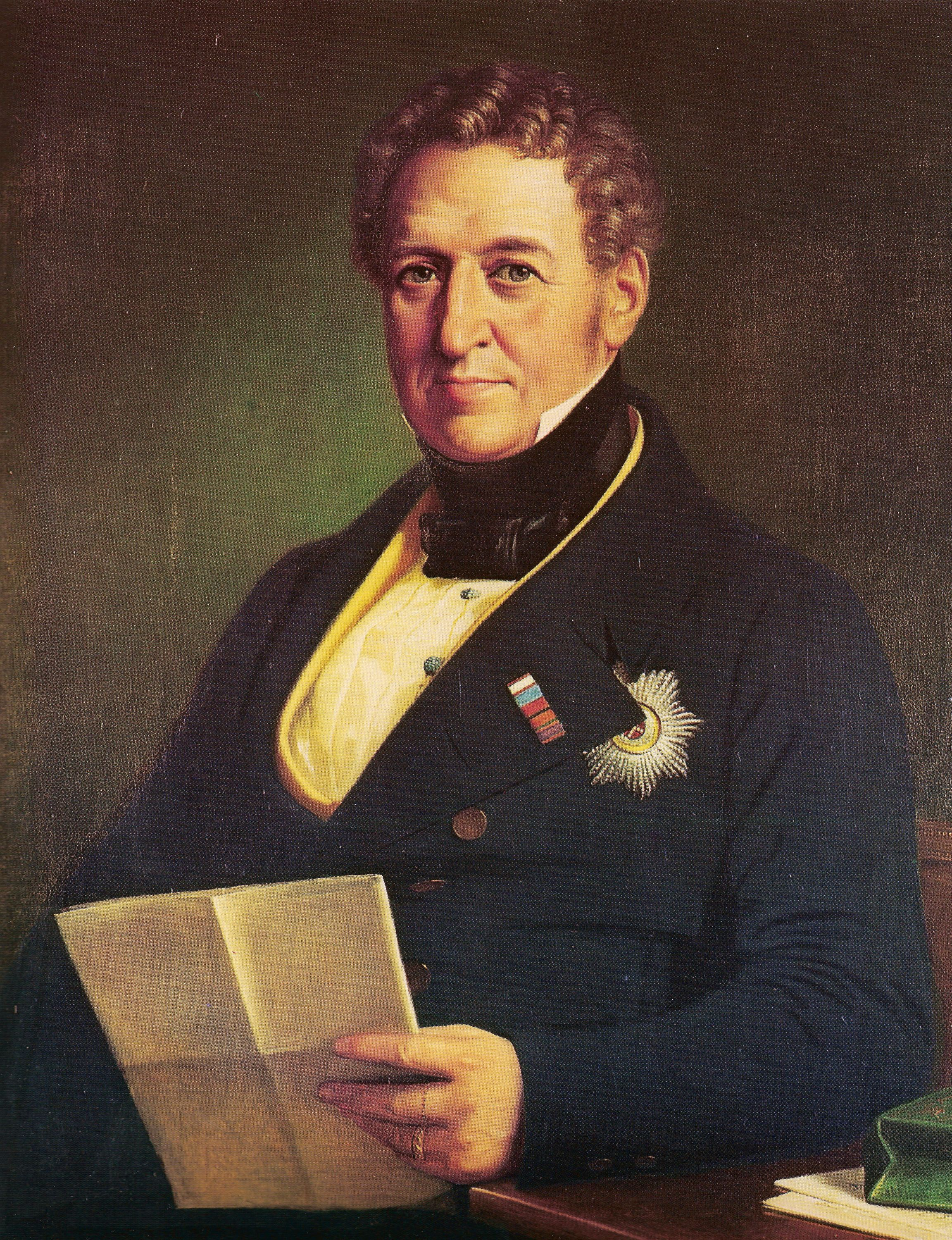
Le roi Christian VIII de Danemark, oncle de la princesse Louise, aux prises avec une crise de succession difficile pendant son règne.

Dans les années 1840, le Danemark doit faire face à une crise de succession. Le seul fils vivant du roi Christian VIII, le prince héritier du Danemark, le futur Frédéric VII, était toujours sans descendance, et le mariage du frère unique du roi, le prince Ferdinand, était également sans enfant. L'éventualité de l'extinction de la ligne principale de la maison d'Oldenbourg semble donc fort probable. La crise de succession présente un dilemme complexe, puisque les règles de succession dans les différentes parties de la monarchie danoise unies sous la coupe du roi, le royaume de Danemark et les trois duchés de Schleswig, Holstein et Saxe-Lauenbourg, dont le premier est un fief danois et les deux derniers font partie de la Confédération germanique, n'étant pas les mêmes, l'éventualité d'une séparation de la couronne du Danemark de ses duchés devient probable.

En bleu clair, les duchés de Schleswig, de Holstein et de Lauenbourg.

L’ordre de succession au trône danois était réglé par la Lex Regia ou le Kongeloven en français : « la Loi royale » de 1665,. Cette loi déclarait que la couronne de Danemark serait concédée seulement aux descendants légitimes de Frédéric III de Danemark (roi de 1648 à 1670), par voie héréditaire et suivant un ordre de succession de primogéniture « semi-salique ». C’est-à-dire que la couronne était accordée de préférence aux héritiers mâles, mais qu'il était possible pour les descendants par la voie des femmes d’hériter du trône à condition qu’il n’y ait pas de dynastes mâles survivants par voie masculine. Concernant les duchés de Lauenbourg ou de Holstein, où le roi régnait en tant que duc, la loi successorale adoptée était celle de la loi salique. C’est-à-dire que seuls les mâles pouvaient en hériter, empêchant la transmission par les femmes. En plus, par un accord mutuel, les deux duchés de Schleswig et Holstein ont été joints entre eux de façon permanente par le traité de Ribe de 1460.

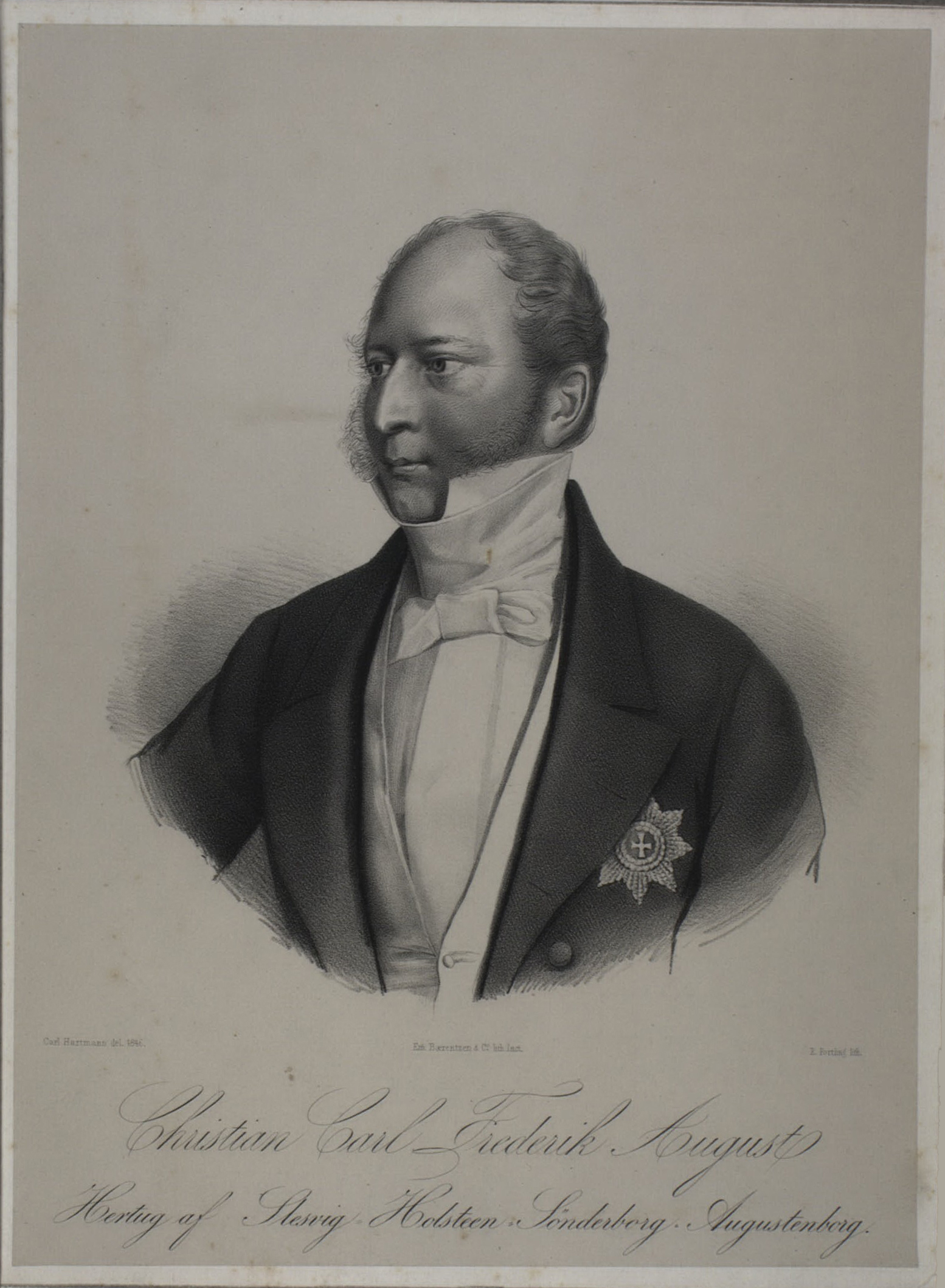
Le duc Christian-Auguste d'Augustenbourg, prétendant aux duchés pendant la crise de succession.

En cas de disparition de la ligne principale de la maison d'Oldenbourg, la succession au royaume de Danemark passera ainsi à la progéniture de la princesse Louise-Charlotte de Danemark, sœur du roi Christian VIII. Tandis qu'aux duchés, le duc Christian-Auguste de Schleswig-Holstein-Sonderbourg-Augustenbourg (1798-1869) revendique la position de duc, étant chef de la maison de Schleswig-Holstein-Sonderbourg-Augustenbourg. En cas d’extinction de la branche principale, elle sera la branche la plus ainée de la maison d'Oldenbourg, mais elle ne descend pas du roi Frédéric III. Pour éviter cela, le roi Christian VIII rédige la « lettre ouverte » (Offenen Brief) en 1846, qui contourne la loi salique pour réaffirmer les droits du Danemark sur les duchés. Cela évince la maison d'Augustenbourg, et crée un mouvement de patriotisme parmi les nationalistes allemands.
A la question dynastique de la succession se mêlait à des questions politiques compliquées. En effet, depuis l'époque napoléonienne, le nationalisme et le libéralisme montaient en Europe. Les concepts de patrie et de peuple avaient remplacé les questions dynastiques pour les nationalistes; les privilèges et un souverain absolu de droit divin étaient quant à eux mal acceptés par les libéraux. Le Danemark et les duchés ne faisaient pas exception, et le courant politique du national-libéralisme y montait depuis les années 1830.

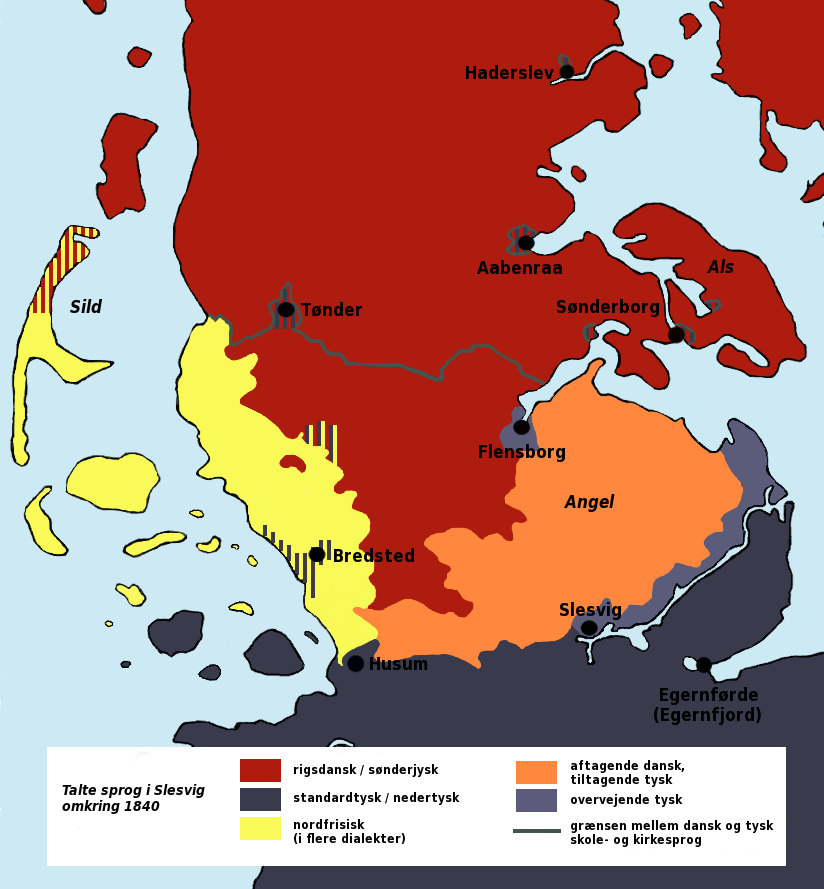
La répartition linguistique dans le duché de Schleswig vers 1840.

Tandis que les libéraux-nationaux danois et les libéraux-nationaux allemands se rejoignent dans leurs aspirations politique libérales et dans leur opposition à l'absolutisme, les deux mouvances politiques s'opposent sur la question nationale. Il s'agit surtout de la question de l'affiliation du duché de Schleswig. Le duché de Schleswig est alors un fief danois, où le danois, l'allemand et le frison existent en tant que langues vernaculaires dans différentes parties du duché, tandis que l'allemand est alors la langue du droit et de l'élite. Les Danois n'acceptent plus cette situation.
Les libéraux-nationaux danois formulent la politique de l'Eider, qui visait à restaurer la frontière sud historique du Danemark sur le fleuve Eider entre le Schleswig et le Holstein en intégrant le duché du Schleswig au royaume danois, tandis que le duché germanophone de Holstein devait être laissé à un avenir dans la Confédération germanique. Avec la revendication de l'intégration totale du Schleswig au royaume danois, ils s'opposent aux libéraux-nationaux allemands, dont le but était l'étroite cohésion des duchés de Schleswig et du Holstein, leur indépendance vis-à-vis du royaume de Danemark et leur lien étroit avec l'Allemagne, et qui veulent que le Schleswig et le Holstein fassent partie de la Confédération germanique en formant un état allemand autonome.
Cependant, les deux mouvements s'opposent tous deux à la situation existante, tandis que le gouvernement de Copenhague conservateur et paternaliste s'oppose aux aspirations des nationaux-liberaux et veut préserver l'intégrité de la monarchie danoise, y compris les duchés de Schleswig et de Holstein. La situation est donc tendue.

#### Première guerre de Schleswig

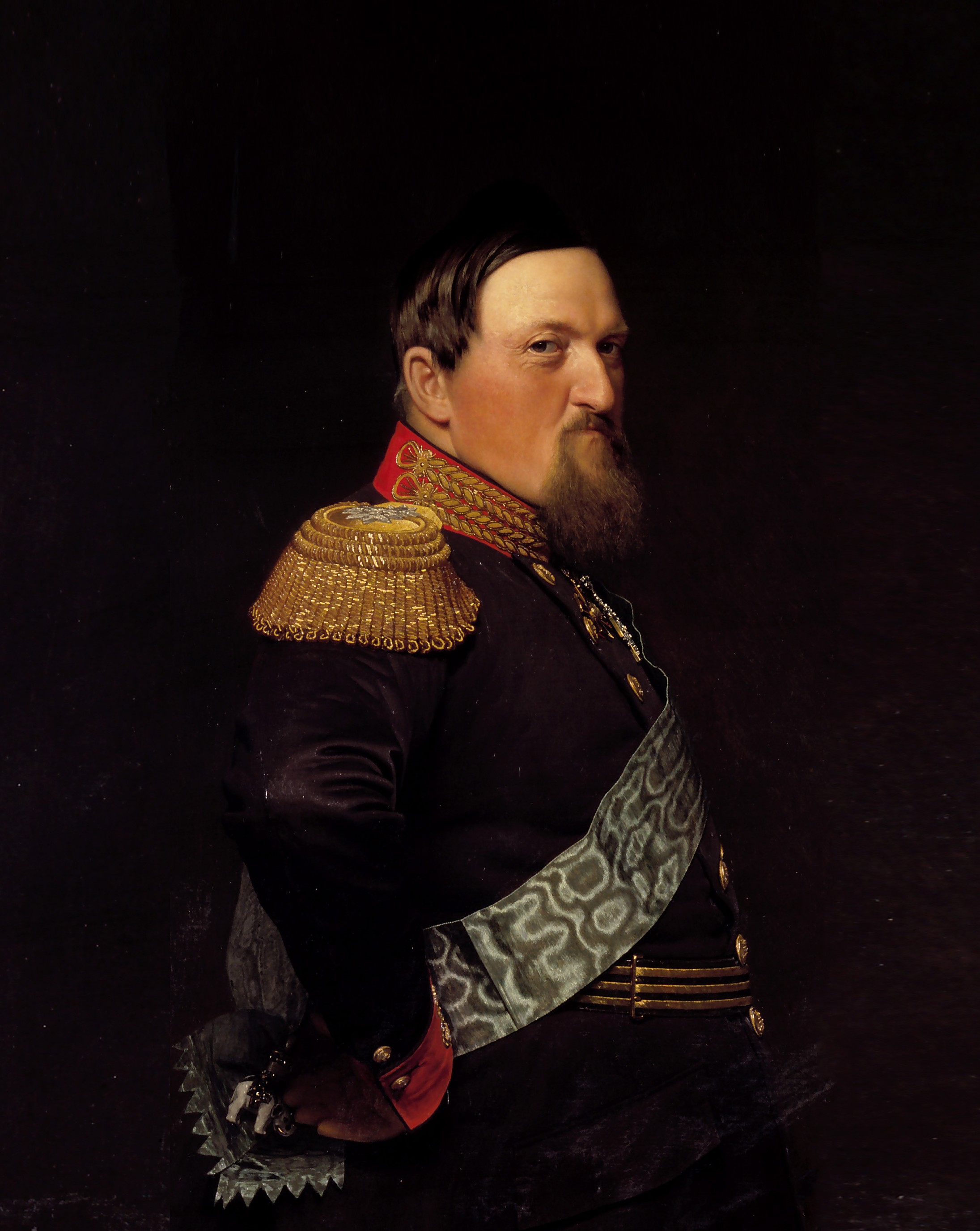
Le roi Frédéric VII de Danemark, cousin par alliance du prince Christian.

Le roi Christian VIII meurt le 20 janvier 1848. Peu après sa montée sur le trône, le nouveau roi Frédéric VII publie une nouvelle constitution pour le Danemark qui prévoit l'annexion des trois duchés. Cela ne laisse pas indifférent le ministre des Affaires étrangères prussien Armin-Suckow qui presse son roi d'intervenir. Le 21 mars 1848, le nouveau gouvernement danois annexe le Schleswig. Provoqués par les mouvements nationaux de 1848, les duchés s'insurgent. Les troupes prussiennes, alliées à quelques autres États allemands, et sous mandat de la Confédération germanique, entrent le 23 avril en Schleswig.

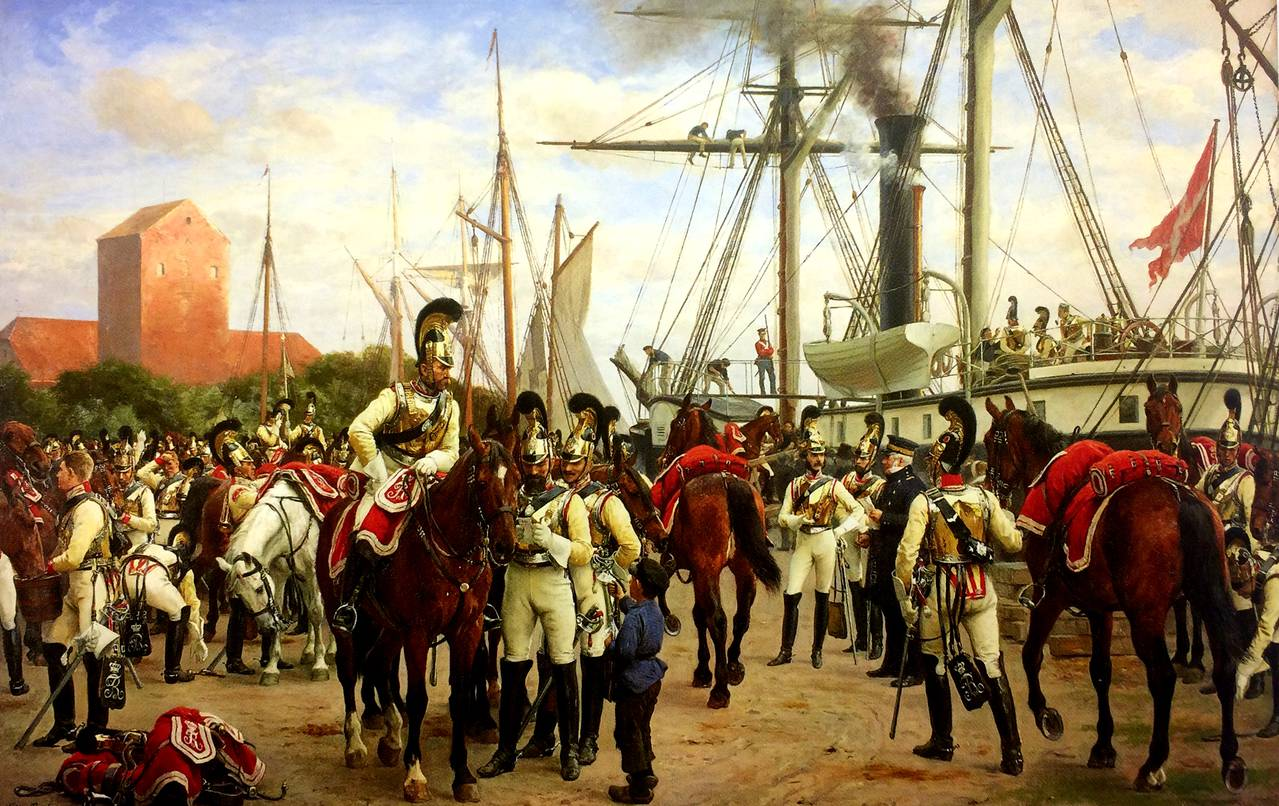
La cavalerie de la Garde au port de Korsør en route pour la ligne de front pendant la première guerre de Schleswig en 1848. Le prince Christian est vu au milieu du tableau. Tableau d'Otto Bache (1888).

Aussi le prince Christian participe aux actes de guerre en tant qu'officier dans la cavalerie de Garde. D'autre part, la plupart de ses frères, contrairement à lui, sont passés au service des allemands et participent à la guerre dans le camp adverse.
Un cessez-le-feu unilatéral de la Prusse, l'armistice de Malmö, est signé le 26 août sous la pression russe et britannique. Tout d'abord refusé par le parlement de Francfort, chargé de l'unification de l'Allemagne, ce dernier est en butte à son absence de moyens afin de continuer la guerre et finit par entériner le traité le 16 septembre. Mais la trêve est rompue par le Danemark le 10 juillet 1849. La paix est signée à Berlin le 2 juillet 1850. Un mois plus tard, le protocole de Londres est signé, qui réhabilite les distinctions entre les duchés et le Danemark.

#### Nomination comme héritier du trône

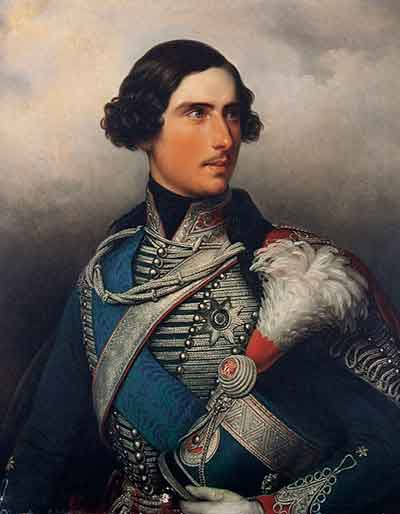
Le prince Frédéric de Hesse-Cassel, beau-frère du prince Christian, et héritier désigné du trône danois qui cède ses droits à sa sœur la princesse Louise.

En 1851, l'empereur russe Nicolas Ier recommande que le prince Christian avance dans la succession danoise aux dépens du l'héritier désigné, le prince Frédéric de Hesse-Cassel, qui est le seul fils de la princesse Louise-Charlotte de Danemark et le neveu du roi Christian VIII. Le prince Frédéric cède ses droits à sa sœur la princesse Louise qui n'est autre que l'épouse du prince Christian et qui cède son droit à son mari. Le prince Christian occupe maintenant la position de l'héritier probable du trône, un choix qui tient formellement au statut de la princesse Louise, plus proche « dans la lignée » du trône que son mari.
Puis, en 1852, un deuxième traité concernant le futur statut de l'État danois est signé à Londres par les grandes puissances européennes : la Grande-Bretagne, la France, la Russie, la Prusse et l'Autriche ainsi que les deux puissances de la mer Baltique que sont la Suède et le Danemark. Dans le traité est confirmé que l'intégrité de l'État danois est « nécessaire à l'Europe » et est « un principe constant ». Il rattache les duchés de Schleswig, d'Holstein et de Saxe-Lauenbourg en union personnelle au roi du Danemark et accorde la succession au prince Christian. Il garantit aussi l'autonomie des duchés, autant que ceux-ci resteront indépendants, et qu'ils ne seraient pas reliés constitutionnellement au Danemark. En échange d'une compensation financière, le duc Christian-Auguste d'Augustenbourg renonce aussi à sa prétention aux duchés en signant le traité de Londres. Cependant le nationalisme allemand fait pression pour l'entrée des duchés dans la Confédération germanique, tandis que le nationalisme danois pour sa part fait pression pour l'intégration du duché de Schleswig avec le Danemark.

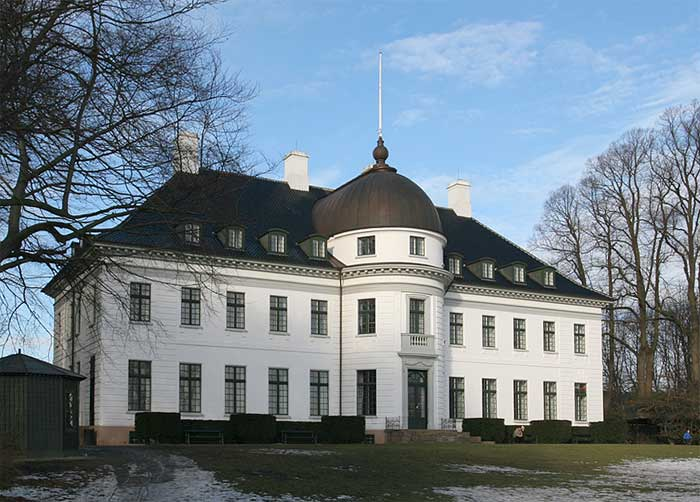
Le palais de Bernstorff en 2006, premier residence d'été du prince Christian et de la princesse Louise.

Le prince Christian est désigné officiellement comme successeur du roi par la nouvelle Loi de succession danoise de 1853. Lors de l'adoption de la Loi de succession datée du 31 juillet 1853, le prince Christian et sa famille deviennent princes et princesses de Danemark portant la qualification d'altesses. Comme héritiers du trône, le prince Christian et la princesse Louise continuent à vivre dans le palais Jaune avec leurs enfants. Mais en raison de leur nouvelle position, ils peuvent désormais également utiliser le palais de Bernstorff au nord de Copenhague comme résidence d'été. Il devient la résidence favorite de la princesse Louise et la famille y réside souvent. C'est ici que leur plus jeune fils, le prince Valdemar, est né en 1858. À l'occasion du baptême du prince Valdemar, le prince Christian et sa famille reçoivent la qualification d'altesses royales. Cependant, ils avaient encore peu d'argent disponible, même si leur situation financière s'était améliorée.

Le prince Christian avec ses enfants Dagmar, Guillaume et Alexandra en 1861.

Cependant, la nomination du prince Christian comme successeur au trône n'est pas forcément bien accueillie de toutes parts. Sa relation avec le roi Frédéric VII est tendue, en partie parce que l'excentrique roi n'aime pas le prince militaire franc et a préféré voir son fils aîné, le jeune prince Frédéric, prendre sa place, en partie parce que le prince Christian et la princesse Louise montrent ouvertement leur désapprobation de l'épouse morganatique du roi, la comtesse Danner. En plus, en tant qu'héritier du trône, le prince Christian a peu d'influence politique, en partie à cause de la réticence de la comtesse Danner, en partie à cause de la méfiance du puissant parti national libéral danois, qui perçoit le roi comme étant d'esprit allemand et associé au système politique conservateur. Ce n'est qu'en 1856 que l'homme politique Carl Christoffer Georg Andræ, dont le prince Christian s'est toujours senti proche, lui obtient un siège au Conseil d'État.

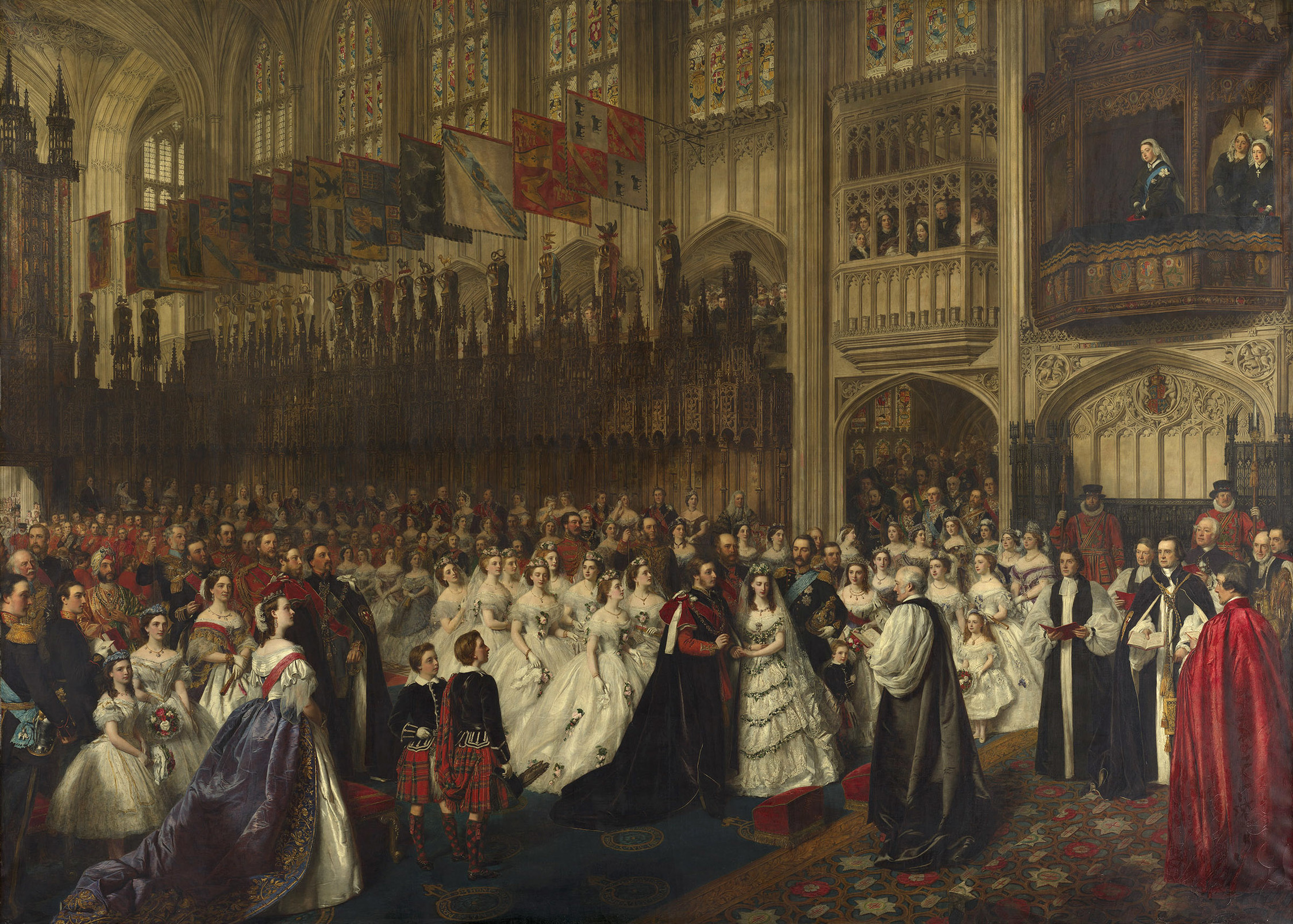
Noces de la princesse Alexandra et le prince de Galles au château de Windsor le 10 03 1863, par William Powell Frith.

L'année 1863 est une année riche en événements marquants pour le prince Christian et sa famille qui commence maintenant à se faire un nom dans l'Europe des rois. Le 10 mars, sa fille ainée, la princesse Alexandra épouse le prince de Galles (le futur roi Édouard VII du Royaume-Uni) à la chapelle Saint-Georges du château de Windsor. Le 30 mars, son deuxième fils, le prince Guillaume est élu roi des Hellènes et monte sur le trône grec prenant le nom de Georges Ier de Grèce. Et le 29 juin, à la mort du vieux prince Ferdinand, le prince Christian lui-même prend la première place dans l'ordre de succession au trône de Danemark après le roi Frédéric VII.

### Un début de règne troublé

#### Une accession au trône contestée

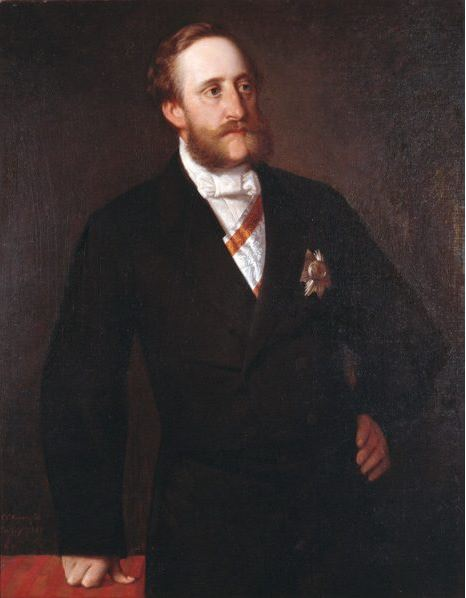
Le prince Frédéric-Auguste d'Augustenbourg, prétendant aux duchés sous le nom de Frédéric VIII (1863).

Au cours des dernières années du roi Frédéric VII, sa santé se détériore de plus en plus. À l'automne 1863, lors d'une visite à la ligne défensive de Dannevirke dans le Schleswig, il contracte un rhume sévère qui, après son retour au château de Glücksburg, se transforme en érysipèle. Après une courte maladie, le roi meurt subitement le 15 novembre à l'âge de 55 ans, après seize ans de règne. Conformément aux dispositions du traité de Londres, Christian lui succède et devient roi de Danemark à l'âge de 45 ans. Il est proclamé roi depuis le balcon du palais de Christiansborg par le président du conseil Carl Christian Hall le 16 novembre 1863 sous le nom de Christian IX, montant sur le trône en tant que premier monarque appartenant à la maison de Glücksbourg.

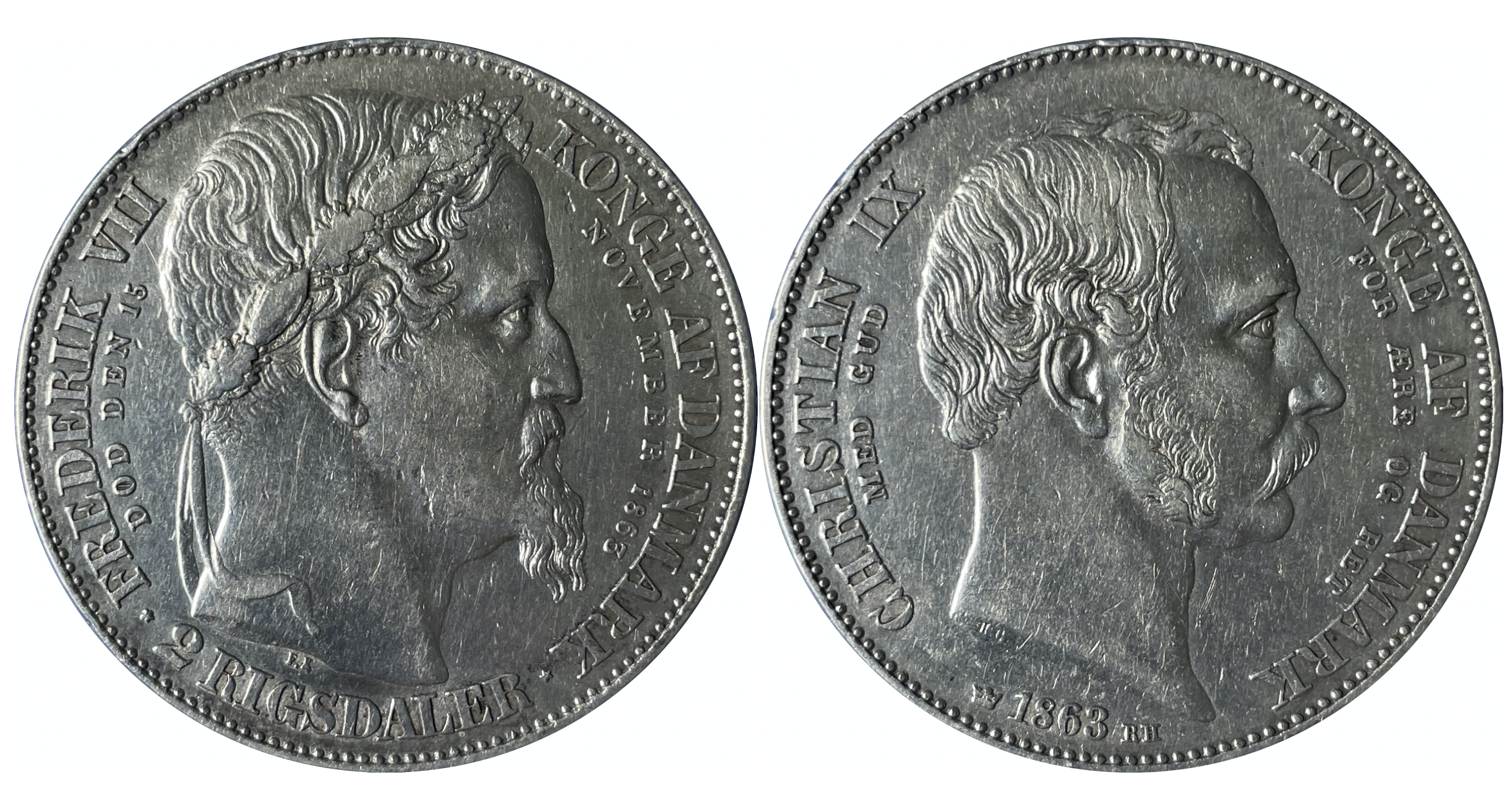
2 rigsdaler danois de 1863 : mort de Frédéric VII et accession de Christian IX.

La mort de Frédéric VII ouvre de nouveau la question des duchés, et le nouveau roi est immédiatement plongé dans une nouvelle crise sur le statut des duchés. Contrairement aux dispositions de la succession au traité de Londres, le prince Frédéric-Auguste d'Augustenbourg, fils ainé du duc Christian-Auguste d'Augustenbourg, revendique la succession aux duchés sous le nom de Frédéric VIII de Schleswig-Holstein. Le prince Frédéric ne se sent pas concerné par les engagements de son père, qui a renoncé à la succession en 1852 en signant le traité de Londres. Le fils prétend que la renonciation du père ne s'applique qu'à lui-même, pas à ses descendants, et il est en cela soutenu par les nationalistes allemands. Le 27 décembre, ils sont 20 000 à se rassembler à la ville d'Elmshorn pour le « couronnement » de Frédéric VIII. Il en est soutenu par la Confédération germanique et par les puissances moyennes allemandes comme le royaume de Saxe et le royaume de Hanovre mais pas par la Prusse et l'Autriche en tant que signataires du traité de Londres, et surtout pas par le ministre-président de Prusse Otto von Bismarck, dont le but ultime était l'incorporation du Schleswig et du Holstein au royaume de Prusse. En conséquence, il passe rapidement à l'arrière-plan alors que la guerre éclate l'année suivante et se retire ensuite dans ses domaines en Silésie.

#### La constitution de novembre

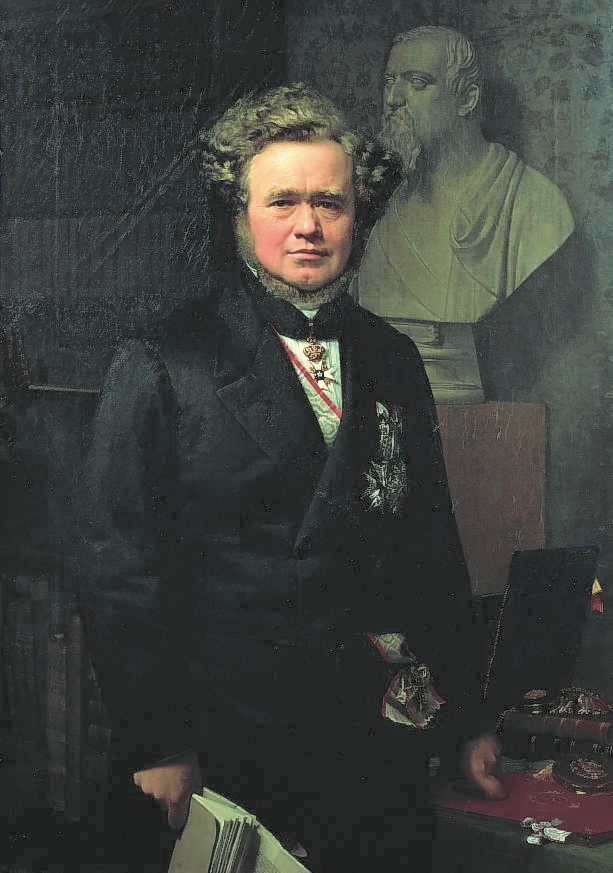
Carl Christian Hall, premier président du conseil national-libéral du roi Christian IX.

De son côté, Christian IX doit faire face aux nationalistes danois réclamant la défense du duché de Schleswig. Encore sous le règne de Frédéric VII, le gouvernement national-libéral dirigé par le président du conseil Carl Christian Hall avait rédigé une nouvelle constitution qui renouvelait les intentions de 1848 de formaliser l'appartenance du Schleswig, non plus au roi, mais au pays même du Danemark et ainsi relier le Schleswig au Danemark parce qu'il était plus proche que le duché de Holstein mais cela en contradiction avec les traités de Londres. En dépit des avertissements et protestations internationales, la nouvelle constitution avait été adoptée au parlement et il ne manquait que de la sanction royale à la mort de Frédéric VII.
Contrairement à son prédécesseur, le nouveau roi Christian IX craignait de signer la constitution, s'inquiétant des réactions à la violation des dispositions du traité de Londres. Même s'il s'inquiétait des conséquences, le roi signe sous diverses pressions, lors du premier conseil d'État après son accession au trône, la Constitution de novembre (da) le 18 novembre 1863, afin d'apaiser les nationalistes. En signant, il souligne que la responsabilité incombe au gouvernement, et qu'il signera par devoir, même s'il ne veut pas conduire le pays au désastre.

#### Guerre des Duchés

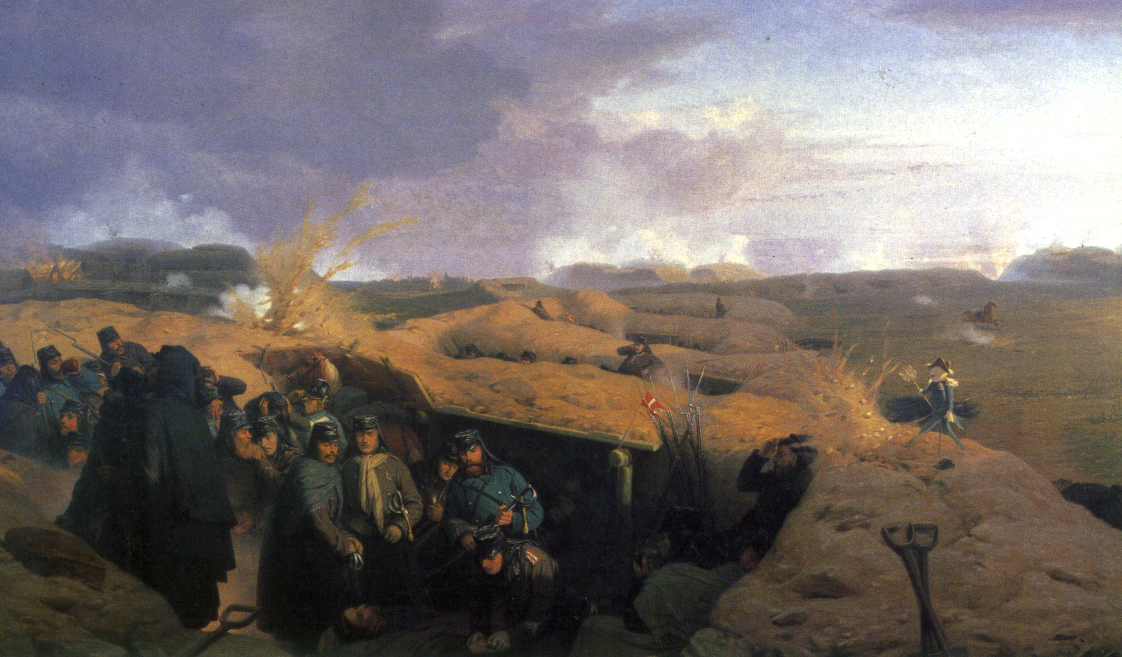
La bataille de Dybbøl en 1864, par Jørgen Sonne (1871).

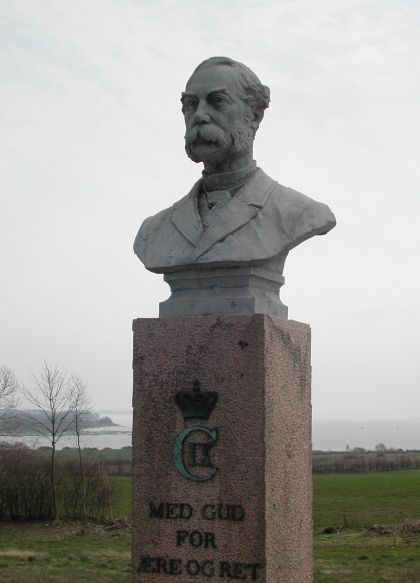
Mémorial au roi à Dybbøl.

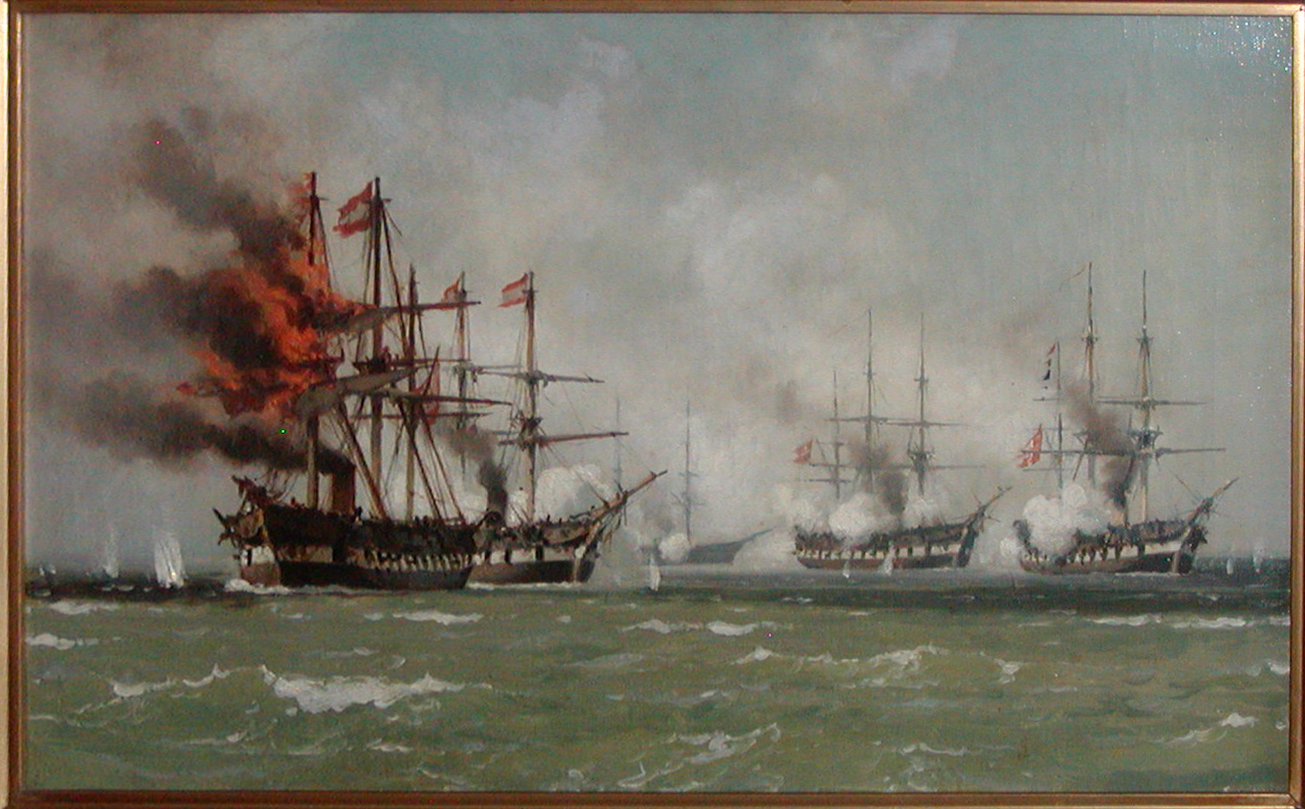
La bataille navale de Heligoland en 1864 n'a que peu de conséquences malgré la défaite autrichienne.

Suscitant la colère des princes allemands, la Confédération germanique s'oppose fermement à la Constitution de novembre et décide le 7 décembre d'envahir le duché de Holstein. Ceci fait, la Prusse et l'Autriche décident en 1864 de poursuivre l'invasion dans le duché de Schleswig pour forcer la main au Danemark. Pour sa défense, ce dernier utilise en vain la ligne défensive de Danevirke qui est évacué déjà les 5 et 6 février. Cependant la bataille décisive de Dybbøl du 18 avril donne la victoire aux Prussiens.
Après des débuts de négociations qui achoppent et la bataille navale de Heligoland qui donne le Danemark vainqueur, les Prussiens envahissent l'île d'Als début juillet, et la guerre se termine par une défaite danoise. Par la suite, pour tenter d'empêcher la monarchie danoise de perdre le contrôle des duchés, le roi Christian IX demande à Guillaume Ier de faire entrer le royaume de Danemark dans la Confédération germanique. Ce dernier rejette cependant la demande.

Carte des modifications territoriales

Le traité de Vienne est signé le 30 octobre 1864 par le Danemark, la Prusse et l'Autriche et marque la fin du conflit. Le Danemark renonce à ses droits sur les duchés. Par la suite la convention de Gastein du 14 août 1865 entre les deux puissances allemandes traite de la répartition de leurs pouvoirs dans les duchés. Les duchés de Schleswig et de Saxe-Lauenbourg sont administrés par la Prusse, celui de Holstein par l'Autriche. La Prusse voit cela comme une étape pour l'annexion, alors que l'Autriche n'administre le Holstein que par concession.
Pour le Danemark, la défaite signifie une seconde perte significative de sa puissance au XIXe siècle. En effet, le traité de Kiel l'avait déjà dépossédé le 14 janvier 1814 de la Norvège au profit de la Suède. Même si le royaume en lui-même reste inchangé, les duchés unis au royaume en union personnelle sous la coupe du roi sont perdus.
Pour l'Allemagne, la guerre des Duchés a placé le royaume de Prusse sur les rails de l'unité allemande, en compétition avec l'empire d'Autriche hésitante. En 1866, Bismarck, premier ministre du royaume de Prusse, en dénonçant une mauvaise gestion des duchés par l'Autriche, envahit le Holstein et déclenche ainsi la guerre austro-prussienne, écartant l'Autriche du futur Empire allemand. La Prusse annexe au terme de la guerre contre l'Autriche, le Holstein, mais aussi le royaume de Hanovre et la Hesse-Cassel. La famille royale danoise en conservera une profonde prussophobie.

### Les années des conflits politiques

#### Consolidation sur le trône

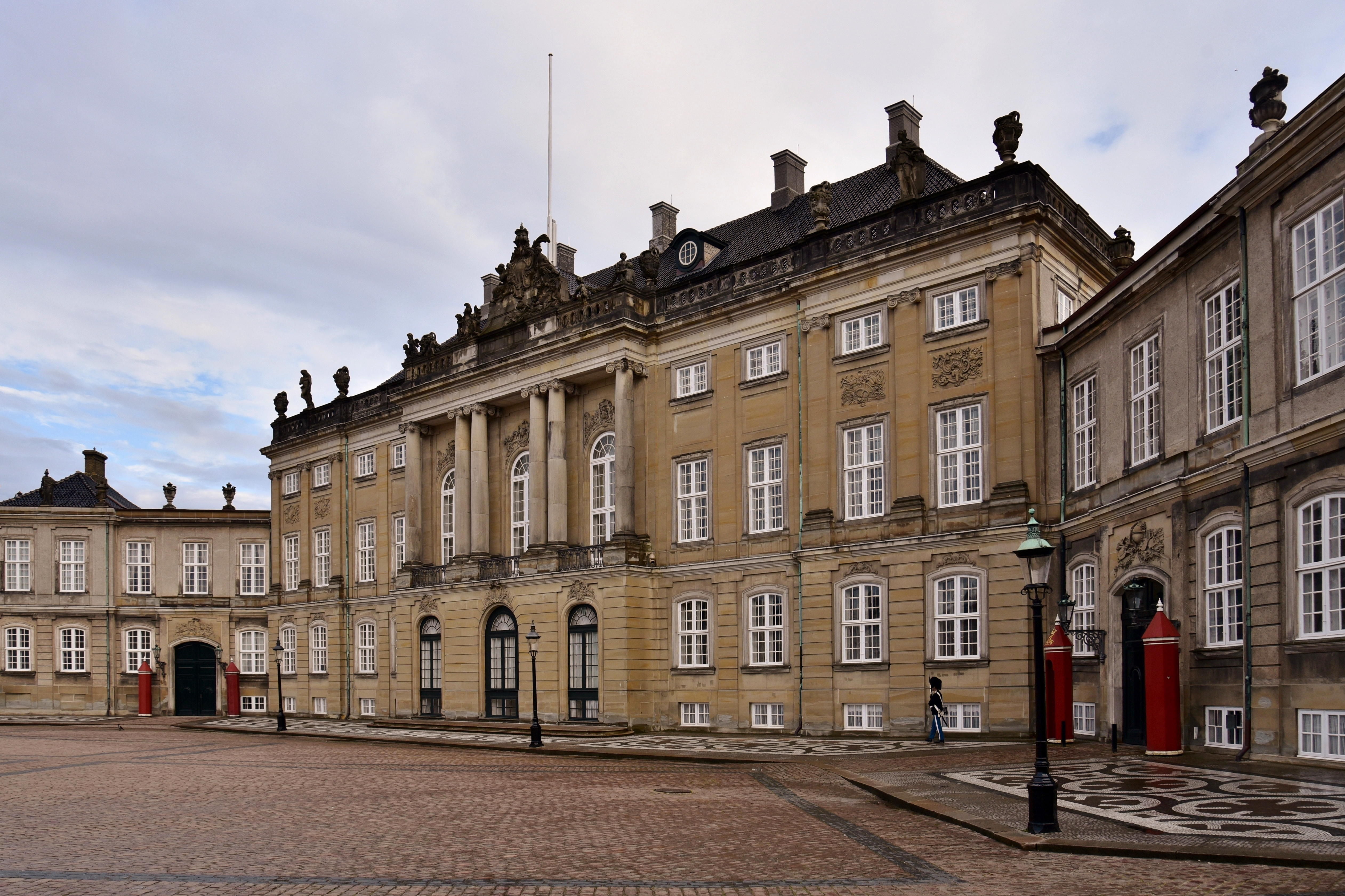
Le palais Christian IX en 2019, résidence principale du roi pendant son regne.

Après le début tumultueux de son règne, le roi et la reine s'installent sur le trône dans les années suivantes. Après l'accession au trône, la famille royale continue d'abord à vivre dans le palais Jaune, mais en 1865, ils déménagent finalement la courte distance du palais Jaune au palais d’Amalienborg, résidence principale de la famille royale de Danemark dans le quartier de Frederiksstaden au centre de Copenhague. Là, ils s'installent au palais Christian IX, auparavant habité par son père de substitution et bienfaiteur, le roi Frédéric VI, et maintenant vacant depuis la mort de la reine Marie-Sophie en 1852.

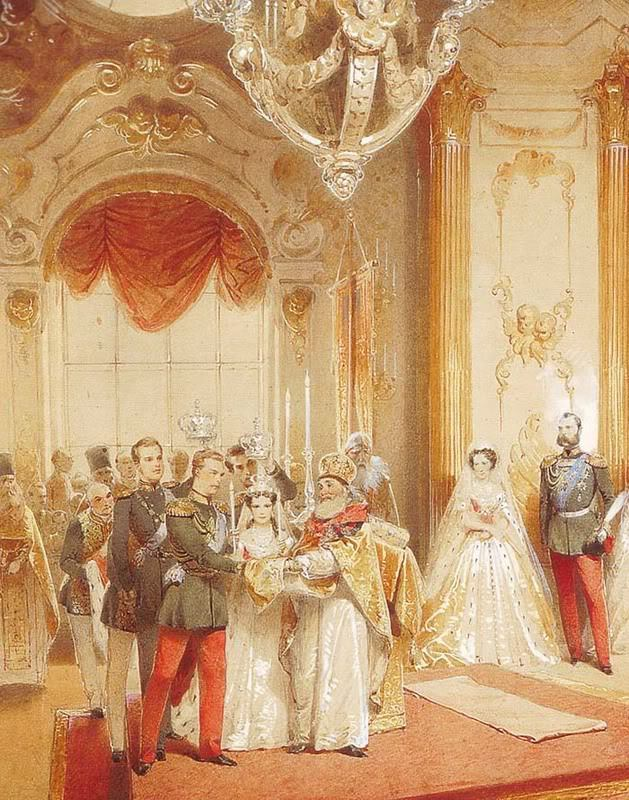
Noces de la princesse Dagmar et le tsarévitch Alexandre Alexandrovitch au palais d'Hiver à Saint-Petersbourg en 1866, par M. Zichy.

En 1864, leur deuxième fille, la princesse Dagmar, est fiancée à l'héritier du trône de Russie, le tsarévitch Nicolas Alexandrovitch, mais le jeune prince meurt en 1865, à Nice, de la méningite. L'année suivante, elle épouse le frère de son premier fiancé, le nouveau tsarévitch Alexandre Alexandrovitch, futur Alexandre III, le 9 novembre 1866 à la Grande Chapelle du Palais d'Hiver à Saint-Petersbourg.
La reine Louise veut que son fils aîné entre dans un mariage tout aussi brillant que ses deux sœurs, Alexandra et Dagmar. Elle prévoyait ainsi de faire épouser Frédéric à l'une des deux filles encore célibataires de la reine Victoria Ire du Royaume-Uni, la princesse Helena ou la princesse Louise. Mais ce projet de mariage doit être abandonné quand la reine Victoria s'y oppose. Après cette tentative de mariage ratée, l'attention s'est plutôt tournée vers la princesse Louise de Suède, seule fille du roi Charles XV. Le mariage a lieu le 28 juillet 1869 à la chapelle du palais royal de Stockholm.
En 1878, leur troisième fille, la princesse Thyra, épouse le prince Ernest-Auguste de Hanovre, prétendant au trône du royaume de Hanovre, dont le royaume avait été annexé par la Prusse douze ans plus tôt. Et en 1885, le plus jeune fils, le prince Valdemar, épouse la princesse française Marie d'Orléans, fille de Robert d'Orléans, duc de Chartres, et arrière-petite-fille du dernier roi des Français Louis-Philippe Ier.

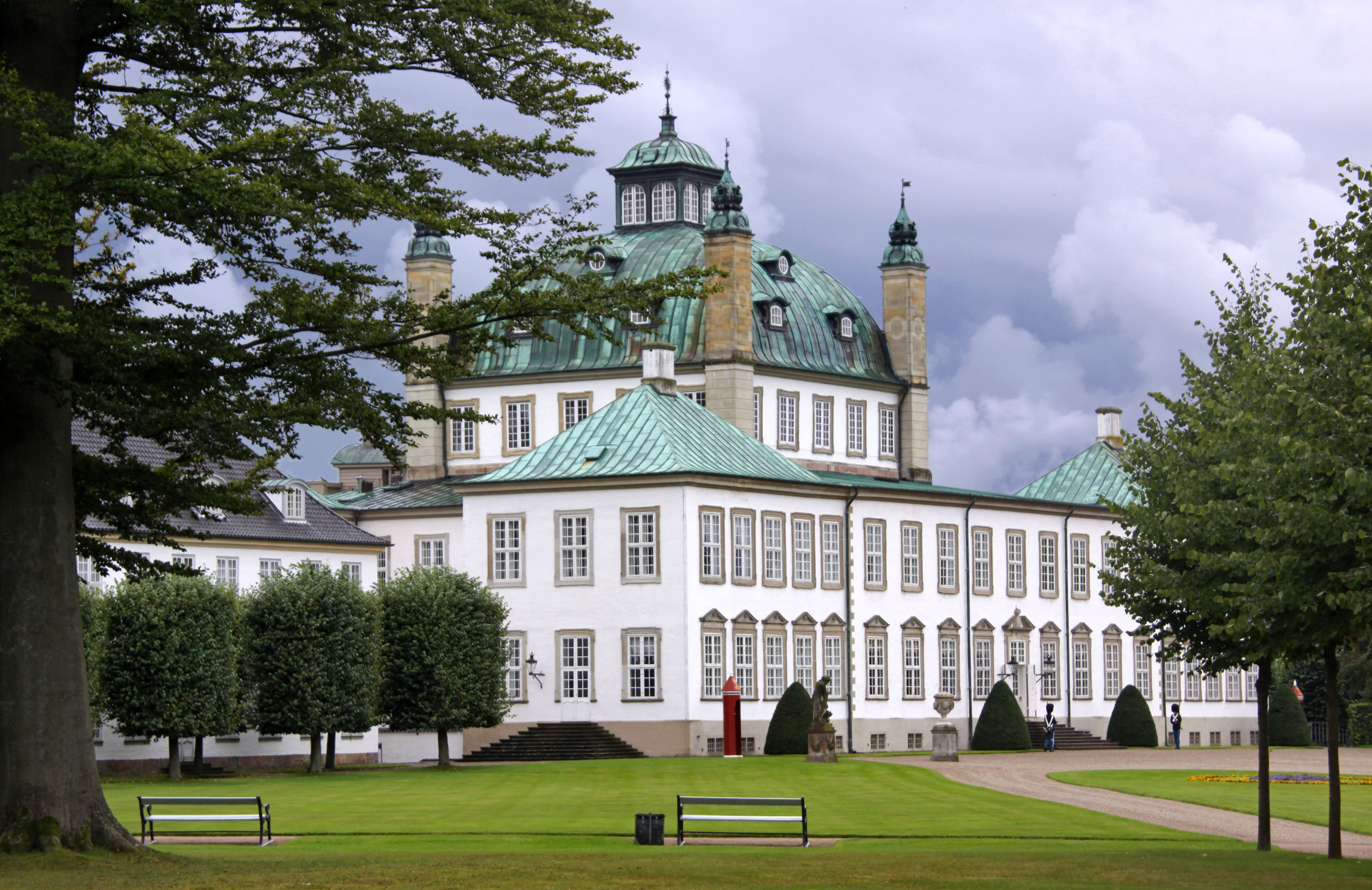
Le palais de Fredensborg en 2010, residence d'été de la famille royale et location des célèbres jours de Fredensborg.

Comme résidence d'été, le roi et la reine reçoivent, en plus du palais de Bernstorff, le plus grand palais de Fredensborg, situé dans le nord de Seeland à 35 kilomètres au nord de la ville. C'est là qu'ils reçoivent tous les étés, leurs enfants et le nombre croissant de petits-enfants ce qui donnait à ces réunions familiales, connues comme les jours de Fredensborg, des airs de congrès international. Cependant, ces réunions ne sont pas sans controverse. Ils réunissent les dynasties dirigeantes du Danemark, de la Russie, de la Grande-Bretagne et de la Grèce, et dans toute l'Europe, ils sont soupçonnés d'y mener des négociations politiques secrètes. Le chancelier allemand Otto von Bismarck appelle ces réunions familiales à Fredensborg la galerie des chuchotements d'Europe et accuse la reine Louise d'intriguer contre lui.

#### La lutte constitutionnelle

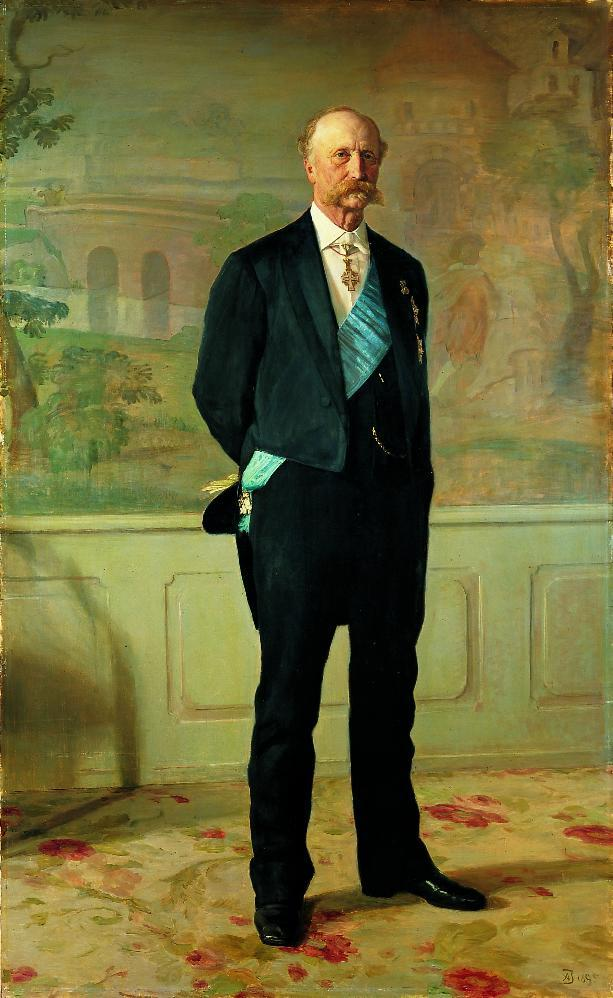
Jacob Brønnum Scavenius Estrup, longtemps président du conseil conservateur du roi Christian IX, par (1895).

Après la défaite de la seconde guerre du Schleswig, la confiance dans les nationaux-libéraux avait disparu, ouvrant la voie au conservatisme. Par une réforme constitutionnelle de 1866, la Constitution danoise est révisée pour donner plus de pouvoir à la chambre supérieure, au détriment de la chambre basse. Les années suivantes de son règne ont été dominées par des conflits politiques car le Danemark n'était devenu une monarchie constitutionnelle qu'en 1849, et l'équilibre des pouvoirs entre le monarque et le parlement était toujours en litige. Monarque conservateur, Christian IX tente pendant longtemps d'empêcher la diffusion du système parlementaire au Danemark, affirmant son droit de nommer des ministres malgré la majorité parlementaire.

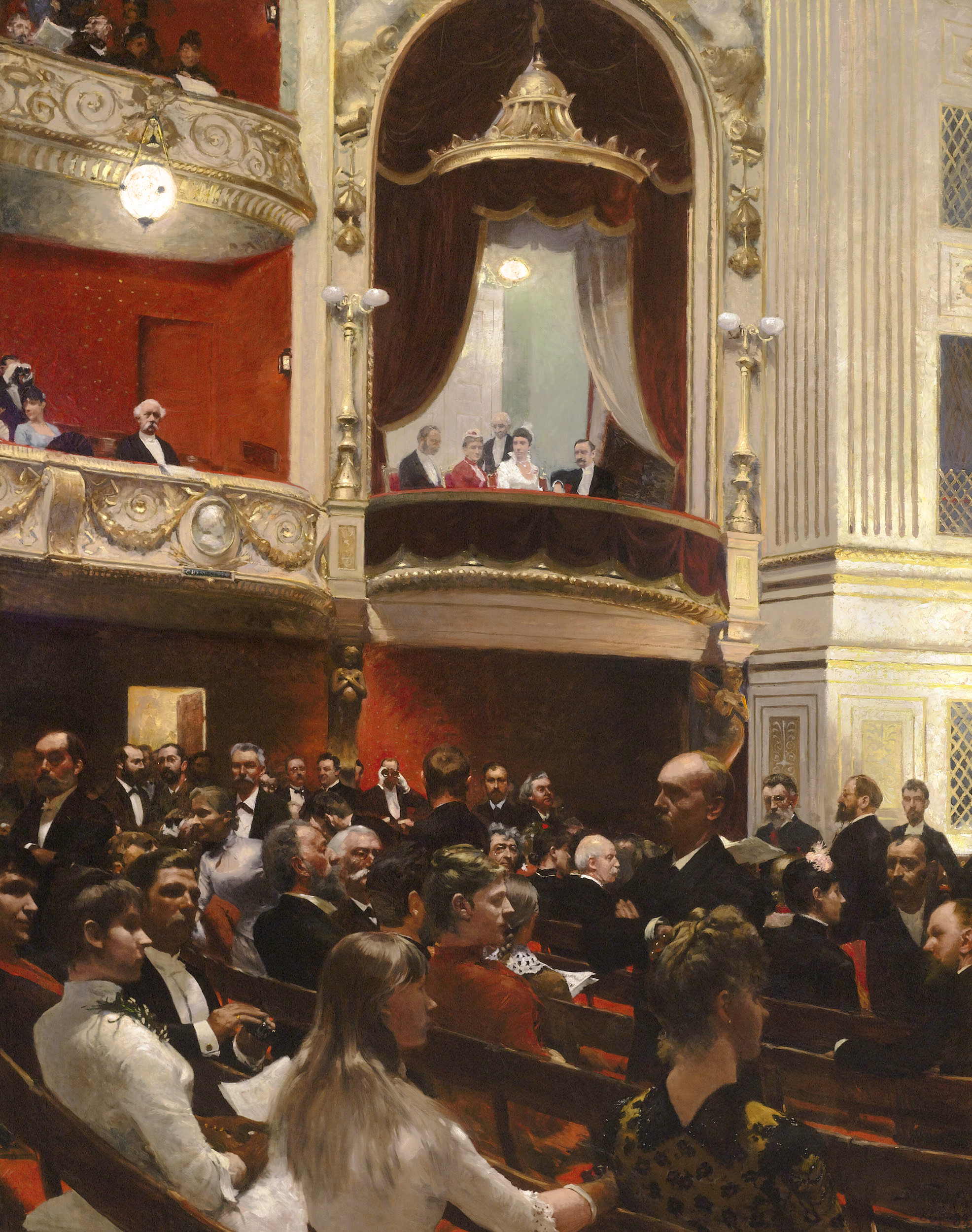
Une soirée au Théâtre royal, par Paul Fischer (1887-88).

Pendant de nombreuses années, le roi s'appuya longtemps sans réserve sur le président du conseil du parti conservateur Højre, Jacob Brønnum Scavenius Estrup, dans son combat contre le suffrage universel, le régime parlementaire et le parti libéral Venstre, même si les années des conflits politiques créent des problèmes majeurs pour le pays. Il signe pourtant un traité en 1874, qui permet à l'Islande, possession danoise, d'avoir sa propre constitution. Et des lois de sécurité sociale sont votées et mises en application sous son règne : les retraites pour les personnes âgées en 1891, une assurance chômage et des éléments de politique familiale en 1892.
Alors qu'Estrup se retire de son poste en 1894, le roi nomme encore trois gouvernements minoritaires conservateurs. Ce n'est qu'en 1901, après que les conservateurs ont subi une défaite électorale écrasante, qu'il approuve finalement l'établissement d'un gouvernement responsable devant le parlement danois, entre autres sous l'influence de sa belle-fille la princesse Marie, ce qui signifie enfin l'introduction du régime parlementaire au Danemark,.

### Dernières années et mort

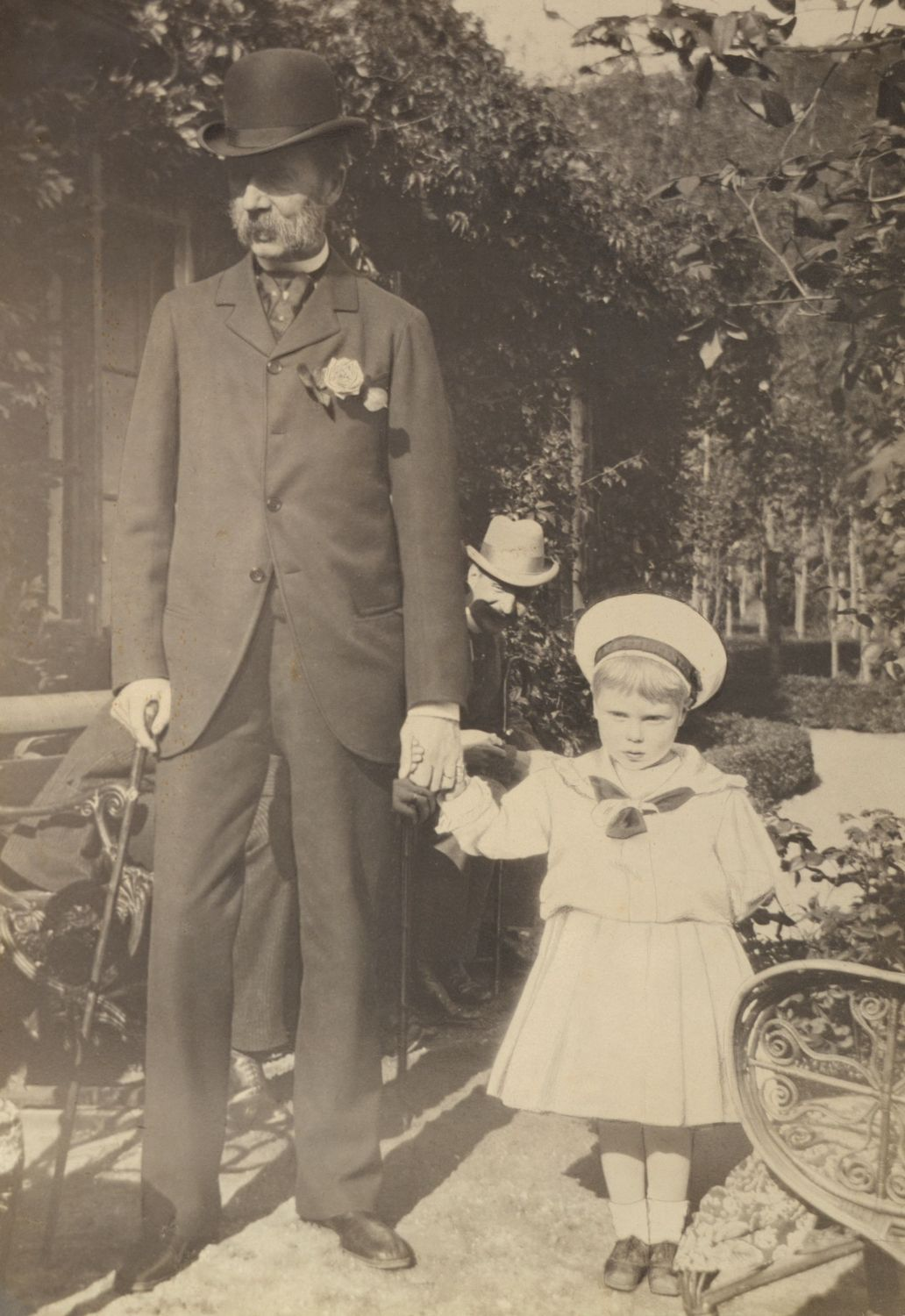
Le roi avec son arrière-petit-fils, le prince Édouard d'York, futur Édouard VIII du Royaume-Uni, en 1898.

Malgré son impopularité initiale et les nombreuses années de conflits politiques, où le roi conservateur était en conflit avec une grande partie de la population, sa popularité s'est rétablie vers la fin de son règne, et il est devenu une icône nationale en raison de la longue durée de son règne et les normes élevées de moralité personnelle avec lesquelles il a été identifié. À cela contribue la splendeur internationale qui entoure sa cour et la famille du roi qui était, dans les dernières années de sa vie, surnommé le « beau-père de l'Europe » en raison de ses nombreux descendants installés sur plusieurs trônes d'Europe. La célébration des noces d'or du roi Christian et de la reine Louise en 1892 devient ainsi un grand et authentique hommage du peuple au couple royal, qui contraste avec le marquage sobre de leurs noces d'argent en 1867.

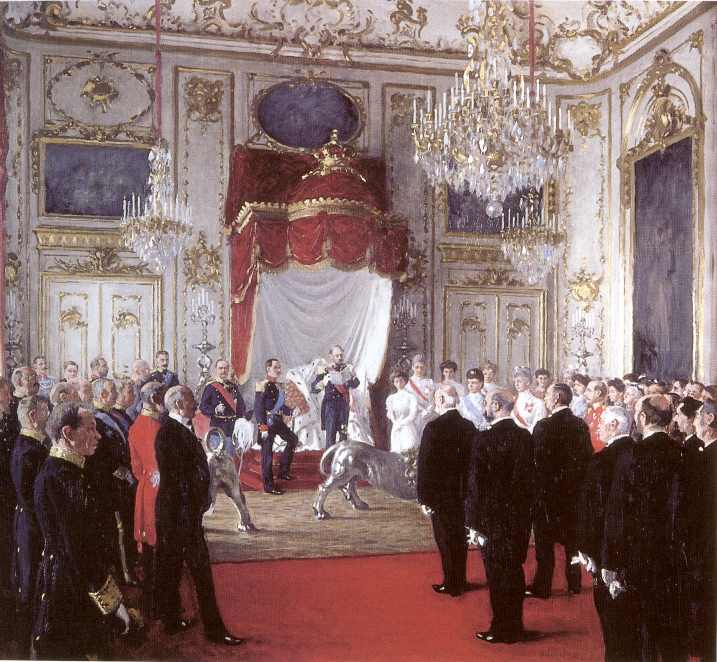
Le roi Christian IX reçoit une délégation du Parlement norvégien le 20 11 1905 à Amalienborg et donne son accord à l'élection de son petit-fils le prince Charles comme roi de Norvège. Peinture de Paul Fischer.

En 1905, le roi vieillissant fait encore l'expérience de voir son petit-fils, le prince Charles de Danemark, être élu roi de Norvège en prenant le nom de Haakon VII de Norvège. Cette élection a lieu à la suite de la dissolution de l'union entre la Suède et la Norvège qui conduit à la reconnaissance de la souveraineté de la Norvège et l'abdication du roi suédois Oscar II du trône norvégien. Peu avant sa mort, il voit ainsi la dynastie qu'il a fondée, la maison de Glücksbourg, installée sur les trônes de trois royaumes européens : le Danemark, la Grèce et la Norvège.

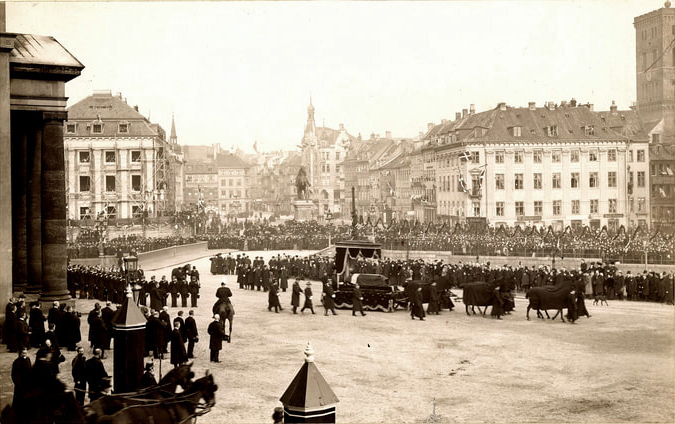
Procession funèbre du roi Christian IX devant la chapelle du palais de Christiansborg le 16 2 1906.

La reine Louise est décédée à l'âge de 81 ans le 29 septembre 1898 au palais de Bernstorff. Après plus de 40 ans de règne, le roi Christian IX meurt fin janvier 1906 en son palais de résidence à Amalienborg, à l'âge de 87 ans. Son fils et héritier, âgé de plus de 62 ans, lui succède sur le trône et devient le roi Frédéric VIII.

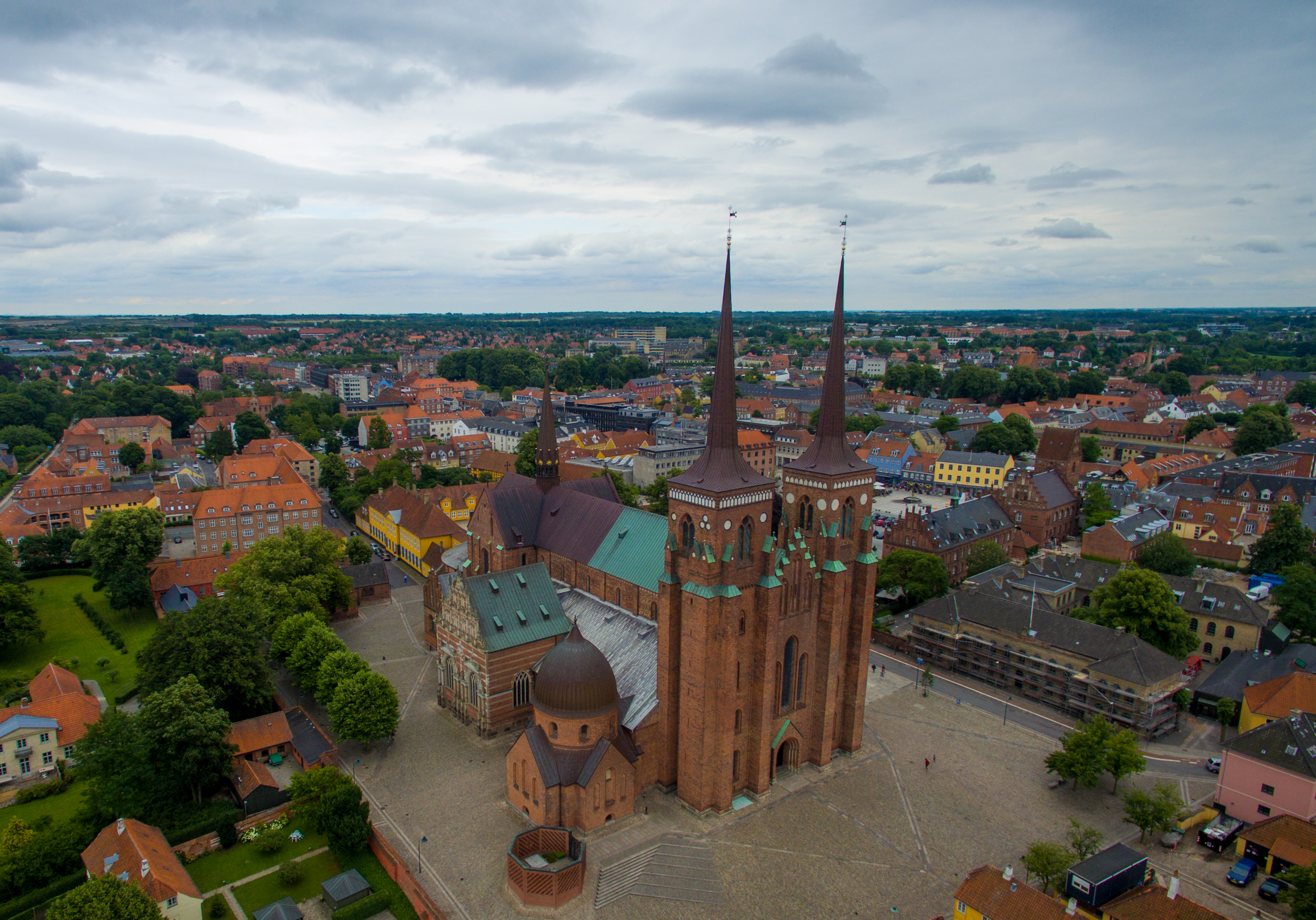
La cathédrale de Roskilde en 2016, nécropole traditionnelle des rois de Danemark.

Après son castrum doloris dans la chapelle du palais de Christiansborg, où la population générale a la possibilité de faire ses derniers adieux à son roi décédé, le roi Christian IX est inhumé le 15 février 1906 aux côtés de sa défunte épouse, la reine Louise, disparue huit ans plus tôt, en la Cathédrale de Roskilde, la nécropole traditionnelle des rois de Danemark, sur l'île de Seeland non loin de Copenhague.
Après sa mort, un concours est annoncé pour un double sarcophage pour lui et la reine Louise à ériger dans la chapelle de Frédéric V. Le concours a été remporté par l'artiste expressionniste Jens Ferdinand Willumsen, mais sa proposition est jugée trop controverse et n'est pas acceptée. Au lieu de cela, deux artistes complètement différents sont chargés de la tâche, le sculpteur islando-danois Edvard Eriksen et l'architecte danois Hack Kampmann. Ils ont créé un grand sarcophage en marbre blanc entouré de trois gracieuses sculptures, symbolisant la mémoire, l'amour et le deuil.

## Distinctions

### Décorations danoises
- Grand maître de l'Ordre de l'Éléphant (15 novembre 1863)
  -  Chevalier de l'Ordre de l'Éléphant (22 juin 1843)
- Grand maître de l'Ordre de Danneborg (15 novembre 1863)
  -  Grand-commandeur de l'Ordre de Danneborg (15 novembre 1863)

### Décorations étrangères

#### Duché d'Anhalt
- Grand-croix de l'Ordre d'Albert l'Ours (1854)

#### Grand-duché de Bade
- Chevalier de l'Ordre de la Fidélité (29 avril 1877)
- Chevalier de l'Ordre de Berthold Ier (29 avril 1877)

#### Royaume de Belgique
- Grand-cordon de l'Ordre de Léopold (1862)

#### Royaume de Hongrie
- Grand-croix de l'Ordre royal de Saint-Étienne de Hongrie (1867)

#### Royaume de Norvège
- Chevalier de l'Ordre du Lion norvégien (10 septembre 1904)
- Grand-croix de l'Ordre de Saint-Olaf (29 juillet 1869)

#### Royaume-Uni
- Chevalier de l'Ordre de la Jarretière (17 juin 1865)

#### Royaume de Suède
- Chevalier de l'Ordre des Séraphins (8 juin 1848)